# ファラオ

一般的なファラオの絵画。二重冠をかぶり、手には権力を象徴するウアス杖を持った。

ファラオ（翻字: pr-aA, エジプト語英語化: per aa, 英: Pharaoh, 独: Pharao, 仏: Pharaon）とは、古代エジプトの王を指す称号である。この語は第18王朝のトトメス3世の時代に使われ始めたものであるが、近代ではトトメス3世以前の古代エジプトの王もこの称号で呼ぶ。聖書においては、パロとも表記される。
ファラオは、古代エジプト人の秩序観で美術・文学・宗教と並んで欠かすことのできない中心的要素を構成しており、古代エジプトの国家において政治的・宗教的にどちらも最高の権力を有していた。これは、ファラオの「二つの土地の所有者」と「すべての神殿の最高司祭」という称号に表れている。
政治的には、名目上エジプトのすべての土地を所有し、法律を制定し、税金を徴収し、軍の最高司令官として国家を侵略者から守る役割を果たしていた。ファラオは上下エジプトの統合の象徴である二重冠をかぶり、全エジプトを代表する存在とされた。
また宗教的には、ファラオは儀式を主催し、神々を祭る神殿を建築した。また、王は世界を創造し、宇宙の秩序マアトを定め、これを維持してエジプトの繁栄を保証する神ラーの化身とされた。ファラオは現人神として、神と人々の間の仲介者と見なされていた。現世において神の化身であった王は、死後は神々の一員に加わり永遠の生命を得るなど、数々の特権を有していた。
この項目では、「ファラオ」という言葉が指し示す対象である、古代エジプトの王について包括的に記述する。

## 語源
| pr · aA |

| pr · aA |

「ファラオ」という言葉は「大きな家」を意味する語「ペル・アア」がギリシャ語化したものである。
初期王朝時代には、王はホルス名（詳細は後述）で記されたが、その名前はホルスである王が王宮で健康に暮らしていることを示すため、王宮を表す枠（セレク）で囲われた。ここより、王宮そのものも王に敬意をしめすのに都合のよい呼び名とされるようになった。この意義より転じて、王が「ペル・アア」と呼ばれるようになるのは新王国時代だと言われる。
時代が下り、ギリシャ人と交流を始めた末期王朝時代以降では、エジプトにおいて王を指す一般的な語が「ペル・アア」であったため、より全時代的な王の名称「ネスウト (nswt. 王そのものを示す)」ではなくペル・アアが輸入されたと考えられている。
なお、1世紀頃のローマ帝国ではヨセフスは「ファラオ」という言葉について『ユダヤ古代誌』第VIII巻6章2節で「ファラオはエジプトの言葉で王や王権を意味する」、「即位前は各王は個人名がちゃんとあって即位後にファラオと呼ばれる」といった説明のほかに、「『エジプト初代の王の名がファラオでこれが以後の王にも襲名された』と言われているが、これは珍しいことではない。」と当時の俗説も挙げ、襲名は珍しいことではないとプトレマイオス王朝（原文は「アレクサンドリアの王」）の「プトレマイオス」やローマ帝国の「カエサル」を例えにあげている。

## 王権
古代エジプトにおいて、王とは「良き神」として神の化身とされた。この神権をもって王は王を中心とする強力な中央集権国家に君臨し、この「神王理念」は王朝時代を通じて常に維持されたが、しかし時代とともに変化が見られた。
この節では、主に時代ごとのファラオが保持した王権 (英: Kingship, エジプト語: nsytまたはnswyt)について解説する。

### 黎明期

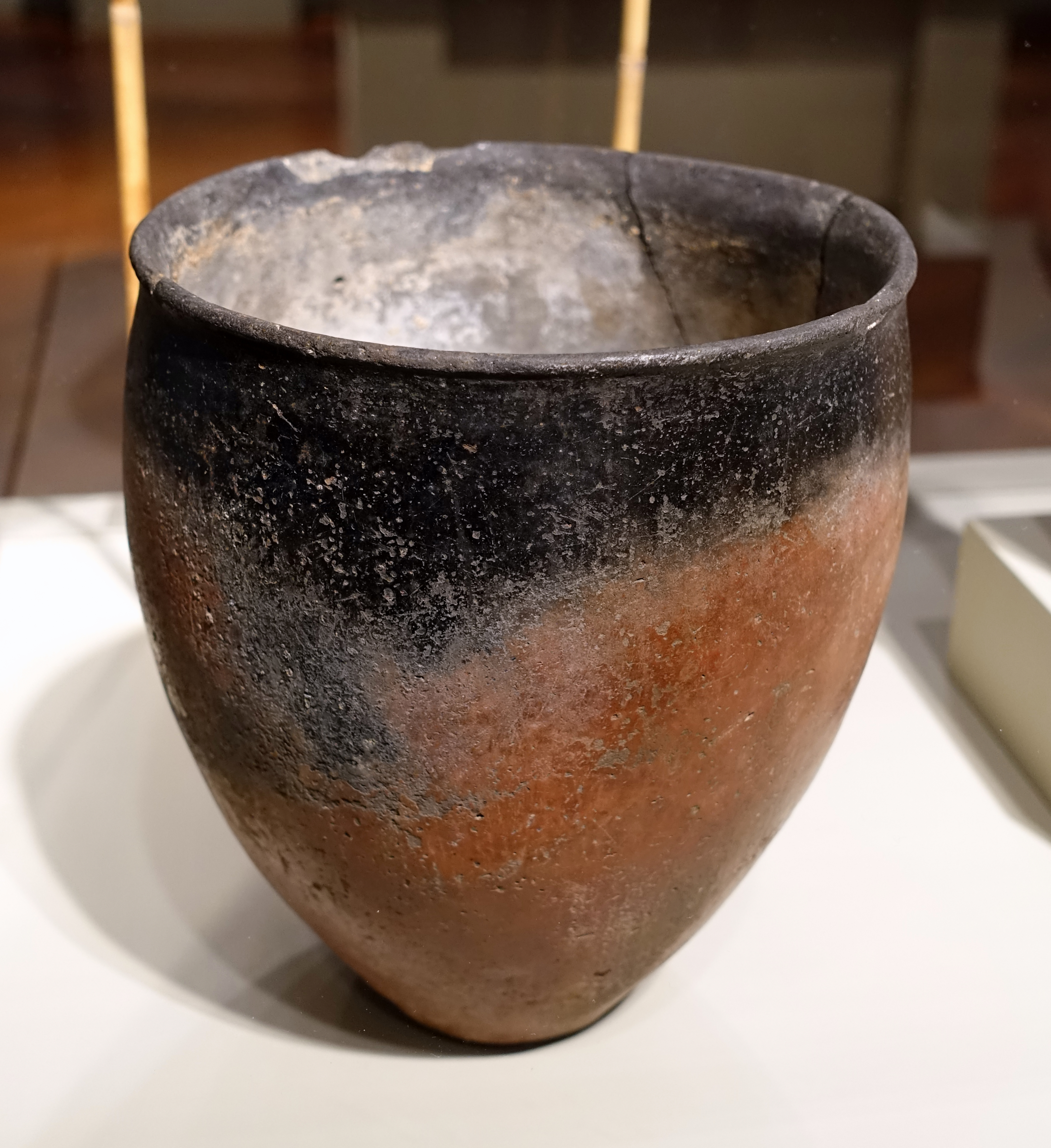
ナカダIII期の土器

上下エジプトでは、ナカダ1期に住居の大型化および分業体制の成立、ナカダ2期に集落から町への発展があった。ナカダ2期に形成された集落はその後の州 (ノモス)の原型となるが、このとき交易も活発化しており、メソポタミア方面より文化が流入した。さまざまな証拠により、川村 (1969)は先進的なメソポタミアの文化要素がエジプト王朝文化成立の大きな力となったと見ている。
この文化的素地に加え、ナカダ1期末に起こった気候の悪化は権力が町の代表者に集中する要因となった。気候的変化は気温の上昇とナイル川の水位低下をもたらし、成長した町の大きな脅威となった。ここで生まれた氾濫後の土地をできるだけ有効活用するためには、大規模な事業を通した組織的な水の管理が行わなければならなかった。そのため共同体が一致して行動し、責任ある王のもとで運河を開通させるなどの対応が必要であった。
前40世紀末ごろには、ナイル川流域の上エジプト王国とデルタ地帯の下エジプト王国による国土二分状態が発生する。なお、一貫的で統一しやすい条件を持った上エジプトに比べ、分散的なデルタ地帯（下エジプト）は統一が遅れていたとも言われている。しかしながら、紀元前31世紀ごろ、ナルメル王によって上下エジプトが統一され、統一国家が成立した。
エジプトでは農耕を始めた時より常にナイル川の氾濫が生活に密接に関係しており、労働力を集中的に行使するため、強大な権力と責任のある王のもとでの統一国家の成立が必要であったと考えられている。

### 初期王朝

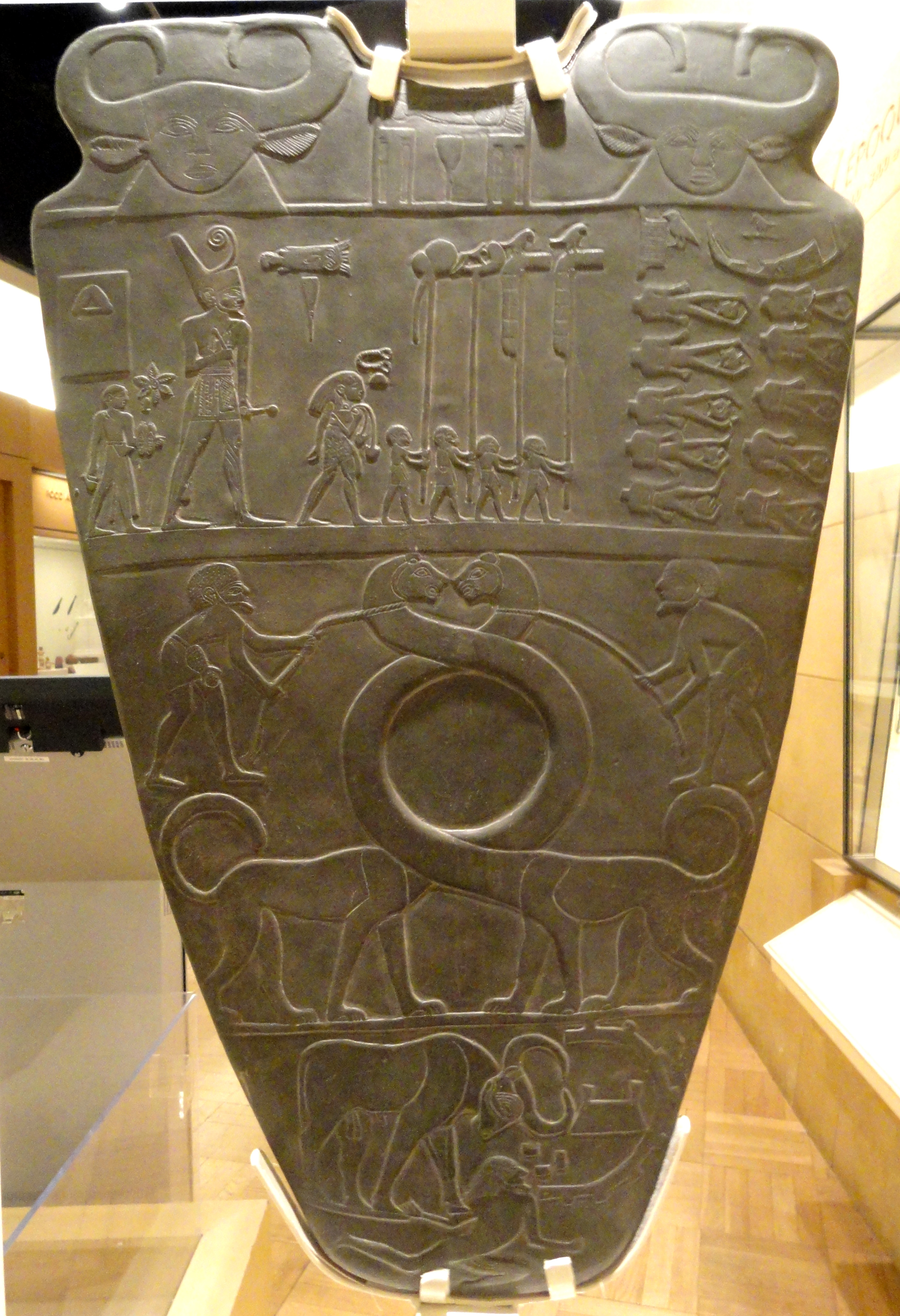
ナルメルのパレット。

ナルメル王によって上エジプト王国による下エジプト王国の征服が完了する。なお、この時代の数少ない遺物であるナルメルのパレットは、この征服を記念して奉納されたものとみられている。パレットには、上エジプトを象徴する白冠と下エジプトの赤冠をそれぞれ着用したナルメルが描かれ、ナルメルが両国の王となったことを表している。ところで、アビドスにある歴代のファラオの名前を記した一覧表であるアビドス王名表の一番目に書かれている王名は「メニ」であるが、これをナルメルに推定する説とメニをアハ王に推定する説の2種類が存在する。また、松本 (1998)はメニは初期の統一事業に貢献した王の総称である説を紹介している。ナルメルは統一王国の首都として、上下エジプトの境界にあるイネブ・ヘジュ（白い壁とも。現メンフィス。）を建設した。

古代のエジプトにおいては前述したような灌漑水路を統制できる権力から王権が形成されたと言えるが、実際には宗教的権威がより強かったようである。王は、王家の出身地ティニス地方の守護神である鷹神ホルスの化身とされていた。同様の鷹の神は下エジプトにおいても信仰されていたため、征服された側の下エジプトにも受け入れられやすかったとされる。王は、この鷹を宮殿を模した枠であるセレクの周囲に配置した。これが「ホルス名」と呼ばれる第一の、そして最古の称号である。

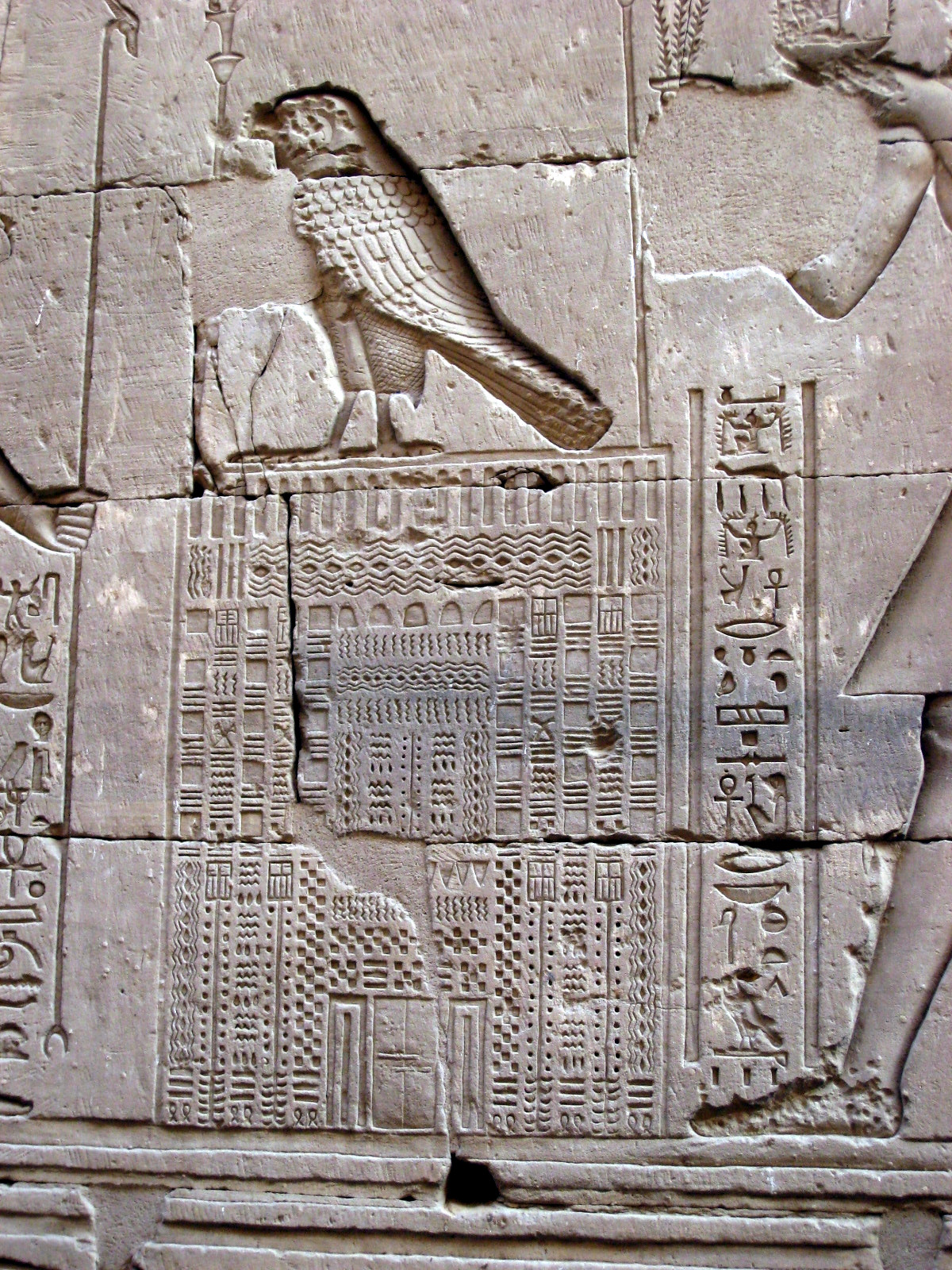
セレクとその上に止まるホルス

さらに、王国の統一を記念して王の第二の称号である「ネブティ名」が加えられる。これは二柱の動物化した女神からなり、それぞれが上下エジプトの象徴となっているため、王が両方の土地の守護神の化身であることを示したものである。

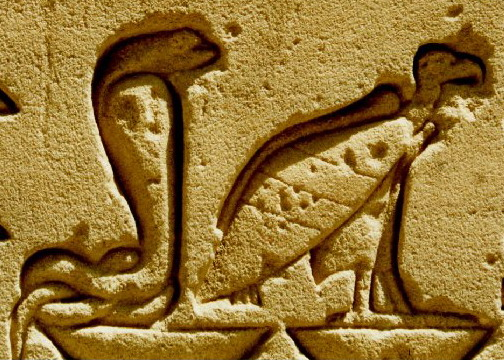
壁に刻まれたネブティ名の冒頭

しかしながら、第1王朝5代デン王の時に第三の称号（碑文などにおいては実際は四番目に書かれる）「即位名 (上下エジプト王名)」が王の称号に加えられたことにより王の在り方は一度大きく変わる。ここでは、王はすでに神の化身とはされておらず、上エジプトと下エジプトの「所有主」とされており、王は神の化身としての「宗教的権威」に加え、国土の所有者であるというより現実的な「政治的権威」をも持ち合わせた。さらに、王位更新祭（セド祭）を慣例に反して王主導で実行するなど王の現実的権威が確立され、王主体の神王理念が発展した。
この後王朝は第2王朝へと推移するが、ここでセト・ペルイブセン王の登場により王の主神が変更された。

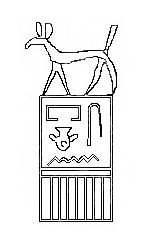
セト・ペルイブセン王の名前。ホルスではなくセトが配置されている。

この王は、初期段階はホルス名「セケムイブ」を用いていたが、治世の途中にホルスではなく、戦神セトをセレクの上に置き (いわゆる「セト名」)、「ペルイブセン」と名乗った。この理由については現在も様々な学説があるが、現実的な王権に対する上エジプトの伝統主義者による反動と見なされている。これは、セトはもともと上エジプトのオムボスの神であり、上エジプトの首長たちがペルイブセン王を擁立して前時代的王権への復帰を画策したものと考えられている。しかしながら次王のカセケムウイはホルスとセトを同時にセレクの上におき、セトの優位性が薄れた。
その後古代エジプト文明を通じて、セト名を用いた王は一人もいないことより、王権の変化を目指す試みは失敗したとされる。

### 古王国

#### 前期
初期王朝時代をかけて行われた王権を確立するための模索は、第2王朝末期のセト信仰とホルス信仰の争いにおけるホルス信仰の勝利により、王を神格化しホルス神の化身であるとみなすことによって終結する。第3王朝初代王ジェセルが王の称号に加えた第四の称号（碑文などにおいては実際は三番目に書かれる）「黄金のホルス名」はこのホルス信仰の勝利を記念したものであると見られている。また、ジェセル王はエジプト史において初めて、マスタバを改良させて作られた階段ピラミッド（ジェセル王のピラミッド）を含む複合葬祭施設を建造した。屋形 (1969)は、強大な王権が確立されたからこそ、このような王個人のためだけの大葬祭建築物の建造が可能になったとする説を提唱している。
なお、このピラミッド建設事業は第4王朝においても継続された。

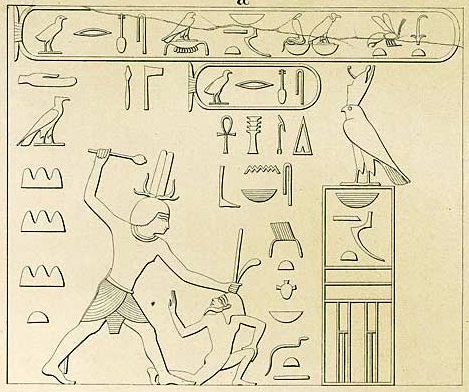
スネフェル王の石碑。上部のカルトゥーシュには即位名・ネブティ名・黄金のホルス名の冒頭文字が単なる称号として扱われており、五重称号の形成過程であることがわかる。

第4王朝初代王スネフェルは王権の在り方をまたも変革させうる、太陽神ラーの要素を導入した。王は太陽神ラーの化身とされ、死するとラーとなって神々の玉座に就き、毎日太陽とともに大空を航行するとされた。ギザの三大ピラミッドを建造したクフ、カフラー、メンカウラーの時代は巨大な王墓（ピラミッド）に象徴されるように王権は最大化され、名実とともに完成した。
しかしながら、このヘリオポリス出身の神ラーの信仰が興ったことにより、神王理念に基づく王権は弱体化した。第五の称号「 誕生名 (サア・ラー名)」の登場により、王の神としての性格は神に直接由来することが示されたが、ラーを王の上位に置いていることより王権は後退したとの解釈もできる。このラー信仰が王権に影響を及ぼした最も顕著な例が第5王朝であり、そもそも開祖は太陽神ラーとヘリオポリス神官の妻との息子とされている。これ以降、末期王朝時代に至るまで単語「ラー」は規則的に王の即位名に現れるようになる。
ラーと、神王理念に基づく王権との力関係の逆転を示すのは、ピラミッドの大きさであるという。最大のクフ王の146.5mと比べて、第6代ニィウセルラー王のピラミッドは約50mであり、太陽神殿のオベリスクの高さは55mである。これを見るとラーに比べての王権の後退は明瞭であると屋形 (1969)は言う。

#### 後期
古王国時代末期の第5王朝後期から第6王朝になると、王権の弱体化がよりはっきりと表れる。第5王朝第8代ジェドカラーの治世になると、太陽神殿の建造が見られなくなる。第5王朝はヘリオポリスのラー神官団の影響を顕著に受けて創始されたものであるが、神官団は次第に王の政策に干渉するようになり、ラー信仰が揺らいできたと松本 (1998)は言う。
さらに、メンフィスはナイルデルタ付近に位置しているため、もともと上エジプト出身の王が下エジプトを監督するのには都合がよかったが、時がたつにつれ逆に上エジプトの長官たち（地方豪族）を統制する力が弱まってきた。
また、依然として家臣は王に「良き神」と呼び掛けていたとはとはいえ、家臣と王との“距離感”は小さくなっていった。官僚制度の発展とともに、役職は王からの直接委任であるという認識が薄らぎ、官僚はみずからの力で現在の地位を勝ち取ったという意識を持ち始めた。こうした王権からの独立心は慣例として役職を世襲することに表れており、特に王都から離れた地方においては州知事は赴任地に土着し、自らの宮殿さえ築くようになったという。このような独立傾向を強めた州知事は「州侯」と呼ばれる。
このような州侯の権力増大に対し、王権の側より対抗措置が試みられた。一つに、ペピ1世に見られるような強力な地方豪族の娘と婚姻関係を結ぶ行動で、これによりペピ1世は約40年にわたる長期政権を誇り、この政策は成功したと見られる。しかし、その後のメルエンラー1世からペピ2世にかけては中央集権体制が揺らいできたようであり、王権は二つ目の方策として王家に忠誠心を持つ人物を「上エジプト総督」職に任命する政策をとる。しかしながら、この職は州知事に与えられ始め、実権を失い強大な州侯に対する名誉称号と化した。第6王朝末期ペピ2世の長い治世になると、王の“無気力さ”とも相まって王権は州侯による地方分権化を抑制する手段を失い、国土は州侯が割拠する状態となった。この王権の弱体化として、屋形 (1969)は四つの原因を挙げる。

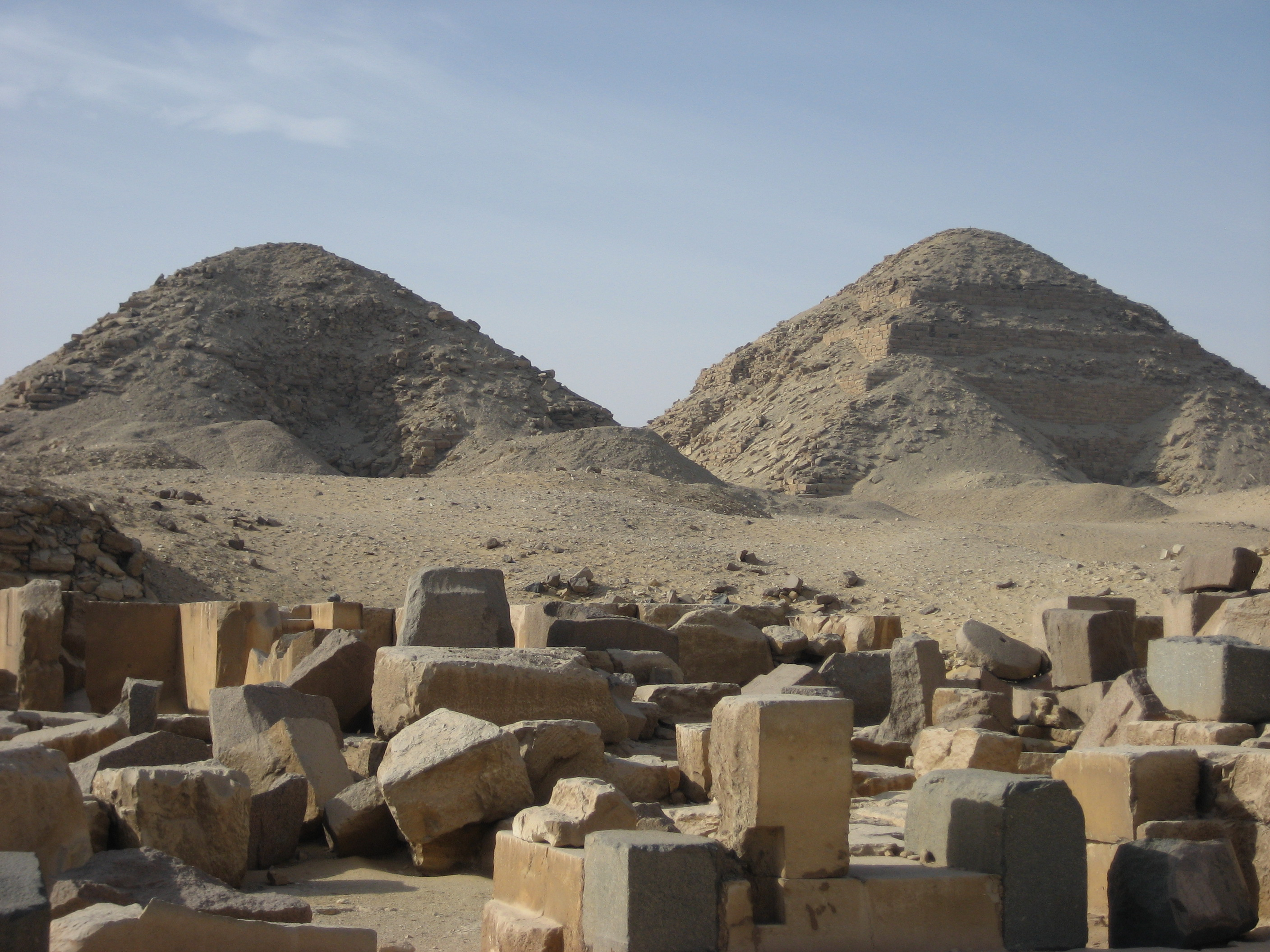
第5王朝3代ネフェルイルカアラー王と第5代ニィウセルラー王のピラミッド。表面の石は崩落し、土台構造が見えている。いまだ形を保っている三大ピラミッドと比較せよ。

第一に、多大な資金を要する上に代替わりごとに行われる、ピラミッドの建造。王朝が下るにつれてその建築技術も低下していった。
第二に、「葬祭財団」の増加。これは、一定面積の土地を指定し、その収入を持ち主の死後の供養のために確保するものであり、この土地は租税などが免除されたり、官僚などから保護された。よって、時代が進むにつれて多くの土地が葬祭財団の所有物になったため、租税が減少し、その代わり残りの土地にはより重い租税がのしかかる結果となった。加えて、神殿もこのような租税免除の特権を保証する権利があり、州侯が「神官長」の称号を獲得し地方神殿の管理権を得るにつれ、州侯の不輸・不入権の拡大に利用された。
第三に、貴族の私有地所有と、分業体制。これにより高官貴族は独立するための経済的基盤を得た。
第四に、国外との貿易の停滞。従来、国外貿易は王に独占されていた。エジプトは砂漠によって周辺地域から相対的に孤立しているため、国内から産出されない東部砂漠の金、シナイ半島の銅、レバノンスギなどは軍隊に護衛されて搬送されることが必要であった。この中で特にシナイ鉱山から得られる銅の独占の影響は大きかった。銅は鉄が普及するまで主要な金属であり、銅製の道具がサッカラの王墓より発見されている。シナイ鉱山の独占が王家の経済的基盤を固め、軍事上の優越的地位を保証していた。しかしながら、第6王朝末になると、これまで貿易関係にあった地方との関係が悪化し始めた。例えば、ペピ2世の治世にはしばしばヌビアの反乱が発生した。シナイ鉱山への砂漠路はベドウィンらによって脅かされ、西ではリビア人の活動が活発となった。これらの様々な外的要因により、エジプトの対外的な優越は失われ、主要交易路の断絶により王権は経済的・政治的に打撃を受けた。
なお、ペピ2世の後はメルエンラー2世、ネチェルイルカラー、ネチェリカラー（またはニトクリス）が継ぐがいずれも極めて短期の治世であり、業績も全く分かっていない。しかしながら、最後のニトクリスは女性であることが分かっており、ここで事実上後継者が絶えた。ニトクリスをもって約500年にわたる古王国時代に終止符が打たれた。

### 第1中間期
以上の理由により、エジプトは国土分裂期である第1中間期に入った。この時期では、第6王朝の下で強まった地方分権化が決定的になり、メンフィス第7・第8王朝の王権は非常に弱体化し、各地に州侯が割拠した。第1中間期については考古学的証拠があまり存在しないが、屋形 (1969および1998)によると、古王国の没落と第一中間期に際して、一種の「社会革命」が起こったという。以下は主に王権の視点より記述する。

#### 社会革命
革命の主体は門番、洗濯人、パン・ビール職人などの下層民衆であった。革命においては官庁は公開され、官吏が殺害され、公文書は破棄されるなどの行為が行われた。加えて国家の穀倉は開放され、王の陵墓も貴族の墓も破壊され略奪された。このように革命は旧来の司法・行政機構、社会的身分秩序を崩壊させた。革命の結果、古王国末期の官僚体制に対する反省より、権力によるあらゆる強制手段の放棄を基本方針とする一種の“寡頭政府”が成立したという。しかしながら、これにより治安状況は極度に悪化し、殺人が横行した。王権の元となった灌漑水路の管理が放棄された結果、農業は停滞し食糧不足から飢饉が広がった。
しかしながら、上エジプトでは世襲化した州侯の支配体制が確立しており、また州侯は自らの支配領域の繁栄のために民衆の福祉にも力を入れたため、王権が低下しても州内の秩序は完全に維持できていたという。この状況を打破しようとする弱小王家メンフィス第8王朝は、州侯と王家との姻戚関係を強化しようと試みたが、支配地域は2つの国土までは及ばず、メンフィス周辺のみに限られていた。
混乱の中、独立した州侯が建てたヘラクレオポリスの第10王朝とテーベの第11王朝による、国土二分状態が発生した。およそ100年間両者は争い続けるが、この内戦はテーベ側の第11王朝第5代、メンチュホテプ2世の手によって終結し、2つの国土は再び統一された。

### 中王国時代
古王国時代を「神権国家」とするならば、中王国時代は「庶民国家」であると杉勇は提唱する。一部の教育を受けた庶民層は王によって登用され、門閥貴族に対する勢力として、センウセレト3世の時代の王権強化につながった。しかしながら、庶民の地位向上も中央集権的国家体制を目指す王権側の意図と合致したから実現したのであり、中王国国家の本質はあくまでも「神王理念」であるとされる。

#### 王権観の変化
第1中間期の社会革命と絶対的であったはずの王権の失墜は、エジプト人の王権観の上に大きな影響をもたらした。王も人間であり、誤りうる存在であることが認識され、批判の対象にすらなった。つまり、王の地位は権利のみならず、義務と責任を持つものであると考えられるようになった。具体的には、古王国時代には王には、「権威」と「悟性」に加えて、「正義 (マアト)」が要求されるようになった。古王国崩壊以前では王の行動そのままがマアトであると考えられていたが、革命以降、王には国や人々を豊かにする責任があるとされるようになった。これより、屋形 (1969)によると、王は「造物主が彼に監督を委ねた全人類を油断なく見張るよき牧人」であるとの王権観が成立したという。この第1中間期後期に成立した「王＝よき牧人」とする新しい王権観は、中央集権国家に君臨する神王の理念が復活した中王国時代においても存続した。
このような王権観の形成理由の1つとして、屋形 (1969)は世襲貴族に対抗して中央集権化しようと試みる王権が「庶民」の支持を獲得しようとしたことを挙げる。治安状態が極めて悪かった第1中間期においては、庶民はみずからの安全確保のために防御システムが存在する町に集住するようになった。王はその民たちに一定の法的地位を与え、同業組合を組織させることによって国家の直接統制下におく政策を実行した。この民たちは財力を蓄え、文字を習得する者も現れた。そのような文字の知識を獲得し、王を主人と仰ぐ庶民を積極的に官吏に登用することにより、王は世襲的な貴族に対抗する自らの支持勢力を育成したのである。この点で中王国時代は「庶民国家」と呼ぶことができると屋形 (1969)は言う。

#### 前期

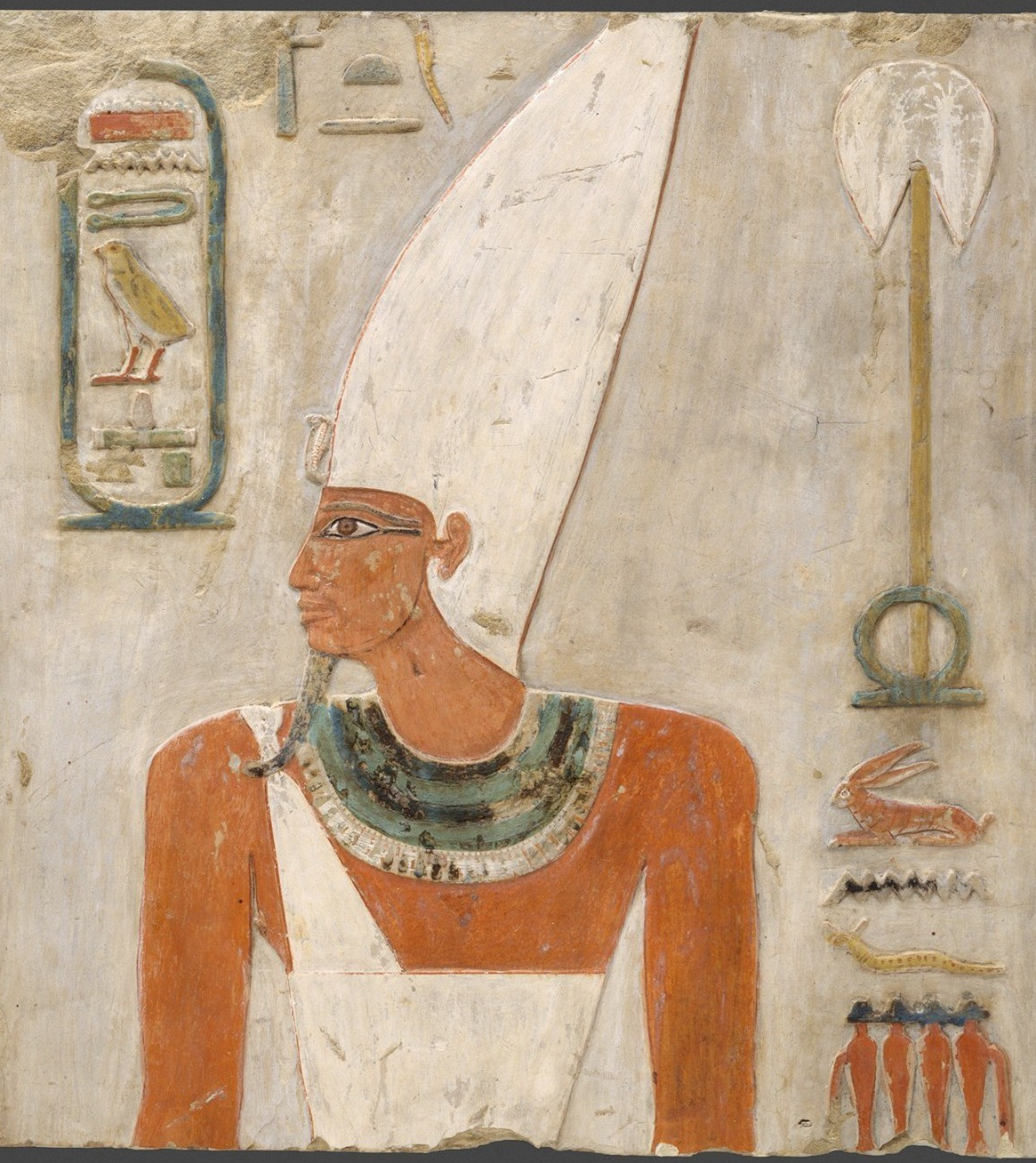
白冠を被ったメンチュホテプ2世

中王国時代初期、再統一を果たした第11王朝の王権にとっての最大の課題は、地方諸侯の独立精神を抑え、王の下での強力な中央集権体制を構築することであった。メンチュホテプ2世は、内戦の終結に決定的な役割を果たした中エジプトの諸侯（例えば上エジプト第15州・第16州など）を無碍にできず、彼らを改めて州知事に任命し、旧来の特権の多くを認めざるを得なかった。しかしながら、そのほかの州においては、統一王権の実力を背景に州侯をほぼ完全に排除した。加えて、宰相をはじめとした中央政府の要職にはテーベ出身者を任命し、都から遠く離れた下エジプトを管理する「下エジプト総督」の地位には王族を任命し強力に全国を統制した。以上のような策が成功したことは、この時代の地方にある墓の数が非常に減少したことにより示されている。

#### 後期
このような急速な中央集権化は地方の世襲貴族の反発を招いた。メンチュホテプ2世の後を継いだメンチュホテプ3世、メンチュホテプ4世はそれぞれ12年、7年ほどしか統治しておらず、王位の相続において混乱があったことを示している。メンチュホテプ4世の後にはアメンエムハト1世が即位するが、この王より第12王朝に区分される。王朝は単一の家系および重要な出来事のいかんで区分されるが、アメンエムハト1世は、クーデターを起こして王権を奪取した可能性が高いとみられているからである。

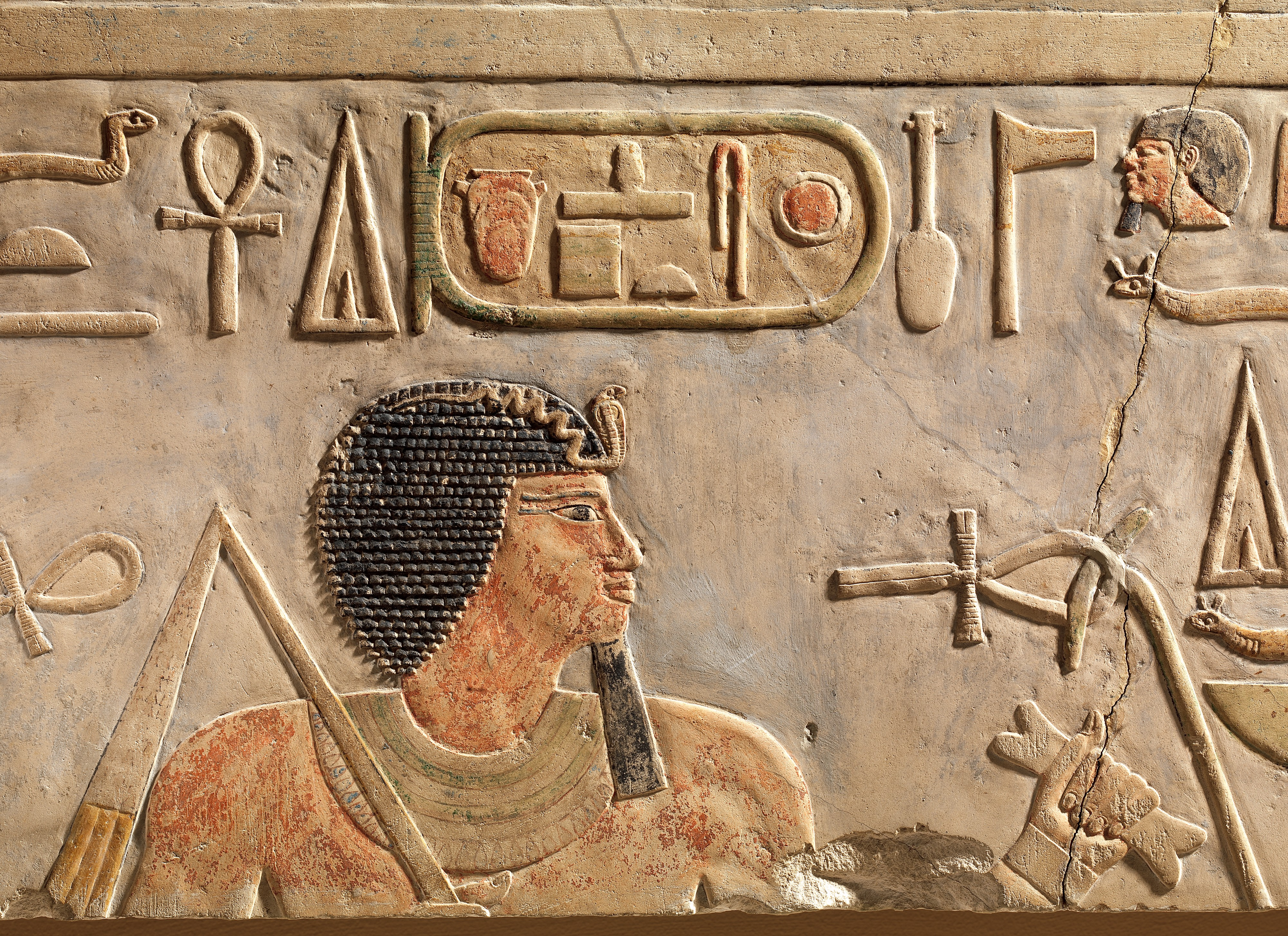
アメンエムハト1世。

第12王朝初代王アメンエムハト1世は、イチ・タアウィに遷都するとともにクーデターの支持者とみられる世襲貴族の特権の多くを復活させた。中エジプトを中心に、「州の大首長」の称号が復活し、地方の有力貴族の多くが州知事に任命され、世襲化の特権も大幅に認められることとなった。なお、州知事相互の軋轢や、州統治領域の拡大を防ぐために、州の境界は明確に決められた模様である。
しかしながら、このような貴族の特権は王権が力を蓄えるにつれ再び王権の障害となり、第12王朝第5代センウセレト3世の治世に、詳細は分からないながらも王は行政改革を断行し、世襲貴族を政治的にほとんど無力化することに成功した。以降は、地方の大型墓は姿を消し、「大首長」の称号も消滅した
改革の成功要因として、「庶民」の登用や、“灌漑水路統制法”の成立のほかに、ファイユームの大規模な組織的開墾と対外貿易の振興が挙げられる。

##### 開墾
ファイユームは最初のエジプト農耕文化発祥の地であったにも拘わらず、大部分が湿地帯であったため麦作には適さず、長らく不毛の土地であった。ここで、第4代センウセレト2世はファイユーム付近の土地El Lahun (en) に水門や堤防を築き流水量を調節するとともに、灌漑水路の整備に乗り出した。復活した統一王権の元行われた大事業は第6代アメンエムハト3世の時代に完成し、中王国の繁栄はピークに達した。耕地は飛躍的に増加し、ファイユームはエジプトの穀倉の地位を占めるに至った。開発は王の「私的な努力の賜物」とみなされたためファイユームは王領地となり、大いに国庫を潤し王権の基盤強化に貢献した。

##### 征服・貿易
第12王朝の前にも、第11王朝第5代メンチュホテプ2世は、国内の統一とともに国境線の安定化に乗り出し、下ヌビアや西部砂漠のヌビア人、砂漠のベドウィンなどを撃ち、採石場・鉱山、貿易路の確保に努めていた。

エジプト中王国時代の領域。第3急湍は"III"と表されている。なお、ファイユームはヘラクレオポリスの左上。

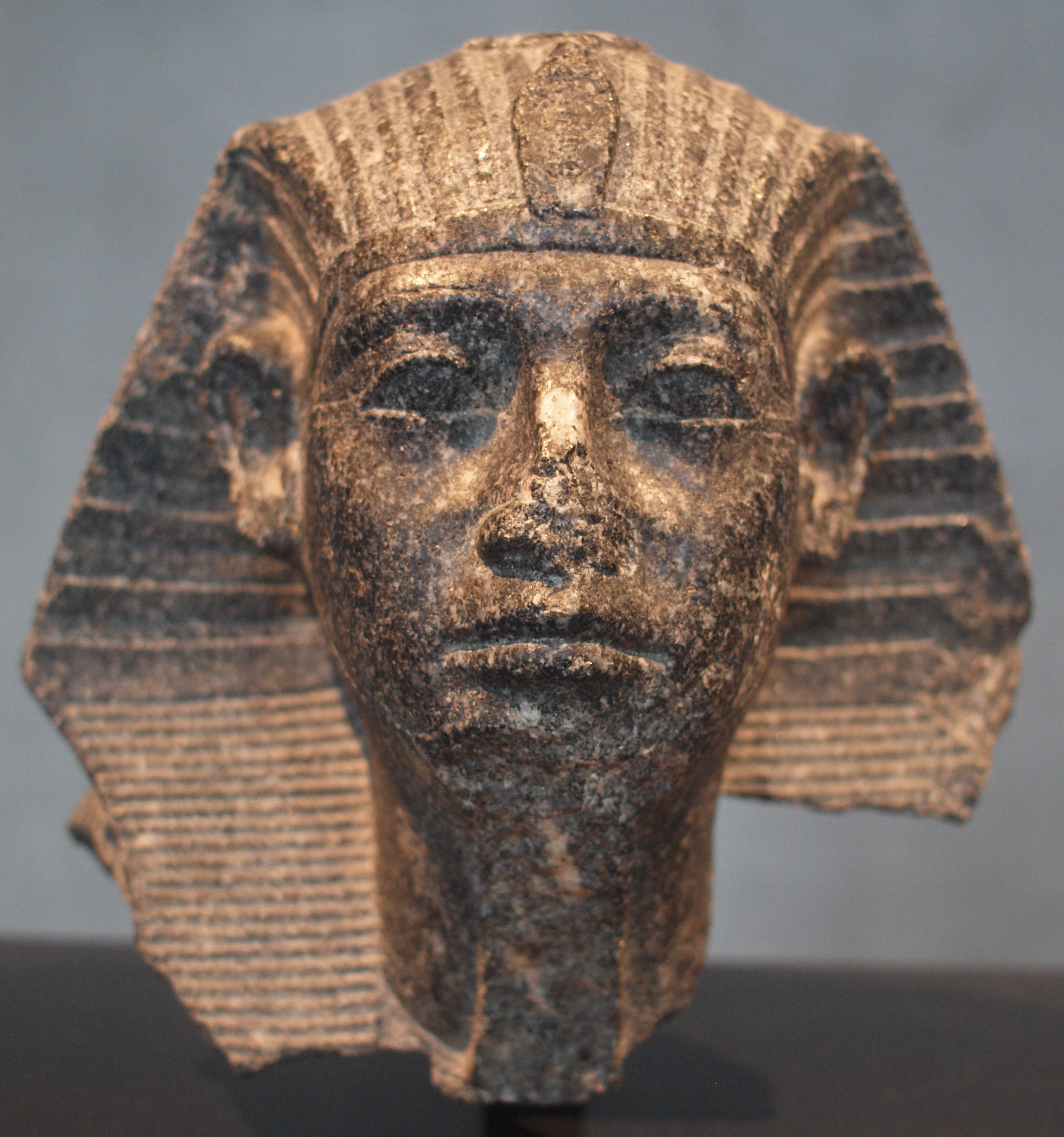
センウセレト3世像頭部。

しかしながら、第12王朝においてはより積極的な外国領土の安定化が図られた。特にセンウセレト3世は、治世の前半ヌビアに親征しナイル川第2急湍地方まで征服し、要塞を建造して征服地の安定化に努め、「征服者」と呼称された。この親征の成功による王の威信の向上は、前述の行政改革にも好影響を及ぼしたであろうことが推察される。
このようにセンウセレト3世の治世には、中王国前半にも追求された中央集権的国家体制の回復が、完全に実現された。
中王国は前述の通りアメンエムハト3世の時代に最も繁栄したが、その後継のアメンエムハト4世が即位9年ほどで後継者ないまま死去したため王妃セベクネフェルウが女王として即位した。しかし、セベクネフェルウも4年で死去し、第12王朝は断絶した。

### 第2中間期
第2中間期において、エジプトは異民族であるヒクソスの支配を受けた。

#### 第13・14王朝
マネトはセベクネフェルウまでを第12王朝とし、それ以降を第13王朝と区分しているが、この第13王朝自体も単一の家系ではない非常に多数の王で構成されていた。様々な記録により、第13王朝は70–80年の間で約57名の王が確認される。しかし、中王国時代のセンウセレト3世によって確立された優れた官僚機構のおかげで、職人集団も引き続いて活躍を続けているなどその生活には余裕すらあったとされる。しかしながら王権の弱体化に伴い官僚機構にも乱れが生じ、デルタ地帯の東側が13王朝より分離し、第14王朝が成立した。第14王朝の王は断片的な記録も含めて約53人もの王が確認されているが、その業績はほとんど何も分かっていない。第14王朝は非常に限られた支配領域しか持たず、弱小であり、並列していた第13王朝と交戦する余裕も無かった。

#### 第15・16王朝

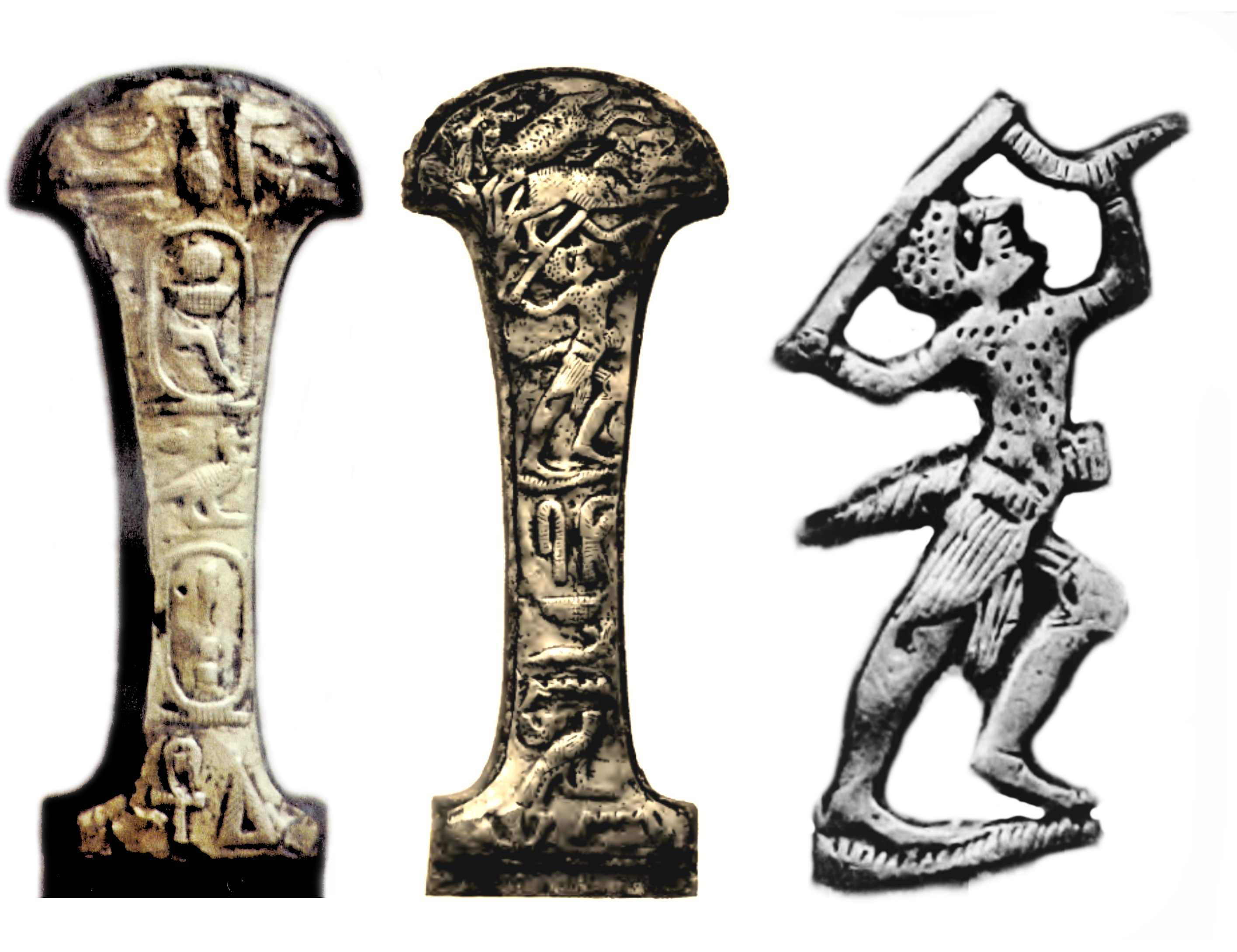
ヒクソスの代表的な王、アペピの剣の柄

ここでアジア人・ヘブライ人などの非エジプト人集団である、ヒクソスと呼ばれる人々のエジプトへの流入があった。彼らは国力が弱体化しつつあった中王国時代末期より、徐々にエジプトに定住しはじめ、しだいに大きな集団になった模様である。

##### 王権
アヴァリスを首都に構えたヒクソスは次第に南下を始め、第13王朝の首都イチ・タアウィを掌握し、王家を上エジプトに追いやるが、しかし官僚たちにはとどまってヒクソスに仕えた者もいた。ここでも、中王国時代の官僚機構が引き続き王権の一助となったことが推察できる。第3代キアン王は一時的に上エジプト全体も掌握したが、これを直接に統治することはなく、各地に分立した州侯に貢納を義務付けるある種の封建体制を敷き、宗主権を行使した。
この権力の源は、馬・戦車・複合弓・青銅製の剣など従来エジプトで知られていなかった武器の使用を背景とする圧倒的な軍事力と、少数の戦士階級による支配体制であった。

#### 独立戦争
しかしながら、第17王朝のテーベの支配者たちはヒクソスを駆逐してテーベを再び国土の中心に据えようと試みる。彼らは、高い軍事力を持つヒクソスに対抗するため、十分に養成された“戦士階級”による軍隊を編成する必要があると考え、軍事力の増強に努めた。こうして、第17王朝の下に、のちにエジプト史上最大の繁栄を誇る帝国を築き上げるための根幹をなす、「軍事国家」の体制が構築されていった。

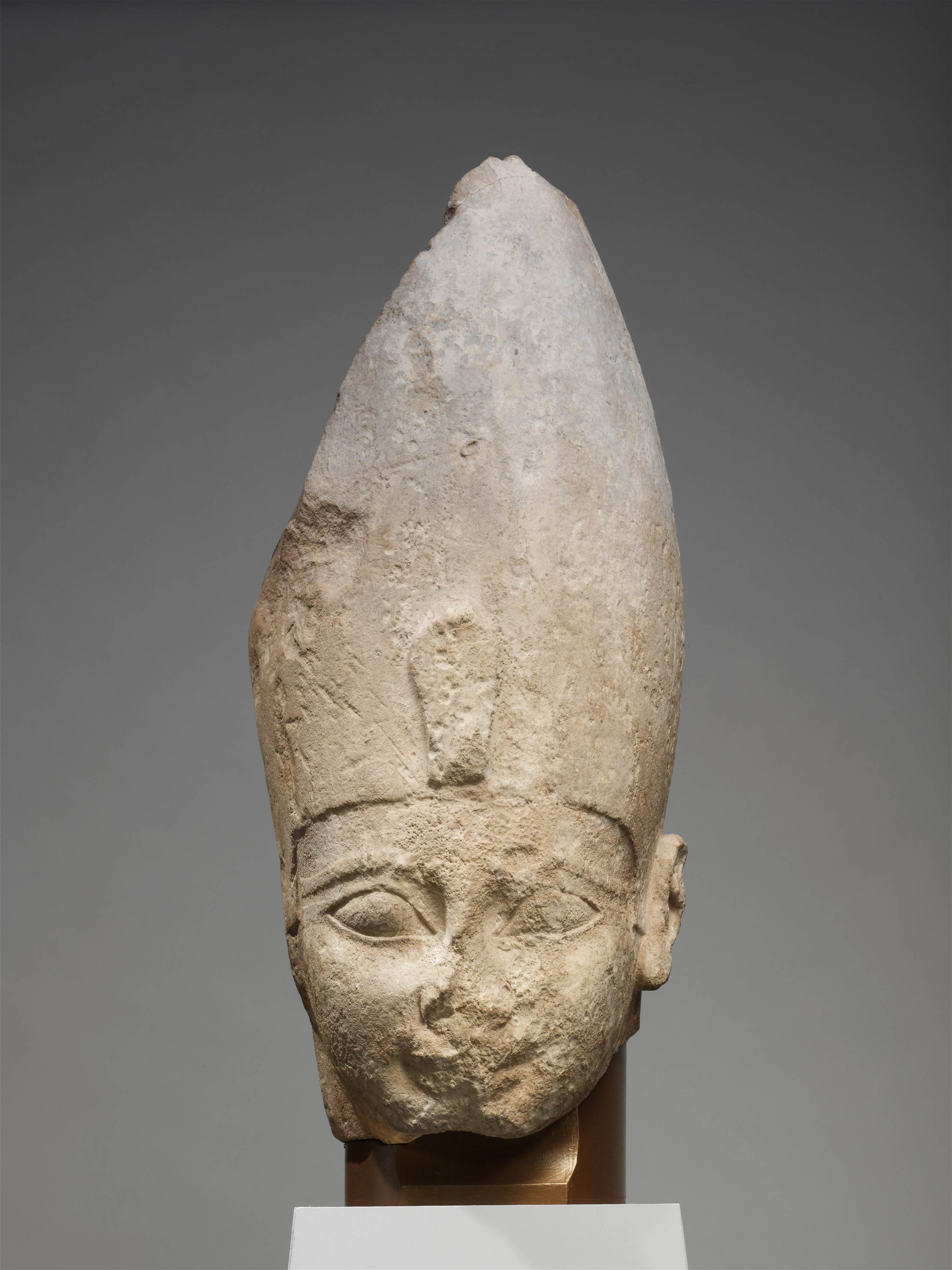
イアフメス1世像頭部

第17王朝第8代タア王はヒクソスに対して独立戦争を挑んだ。王は戦死するが、遺志を継いだカアメス・イアフメス1世両王は解放戦争を続け、ついにイアフメス1世によって首都アヴァリスが占領され国土の再統一が完成する。それにとどまらず、王はさらに進軍し、南パレスチナのヒクソス最後の拠点シャルヘンをも占領し、ヒクソス勢力を完全にエジプトから追い出した。
このイアフメス1世による再統一をもって、新王国時代第18王朝の開始とする。

### 新王国

#### 第18王朝

新王国時代の最大領域。

新王国時代、特に第18王朝における国家の根幹は、前述のように圧倒的な軍事力であった。特に、トトメス3世は王自身が錬成された軍隊を率いて精力的に親征に赴いた結果、史上最大の帝国を築き上げることになる。

##### アメン神と王権

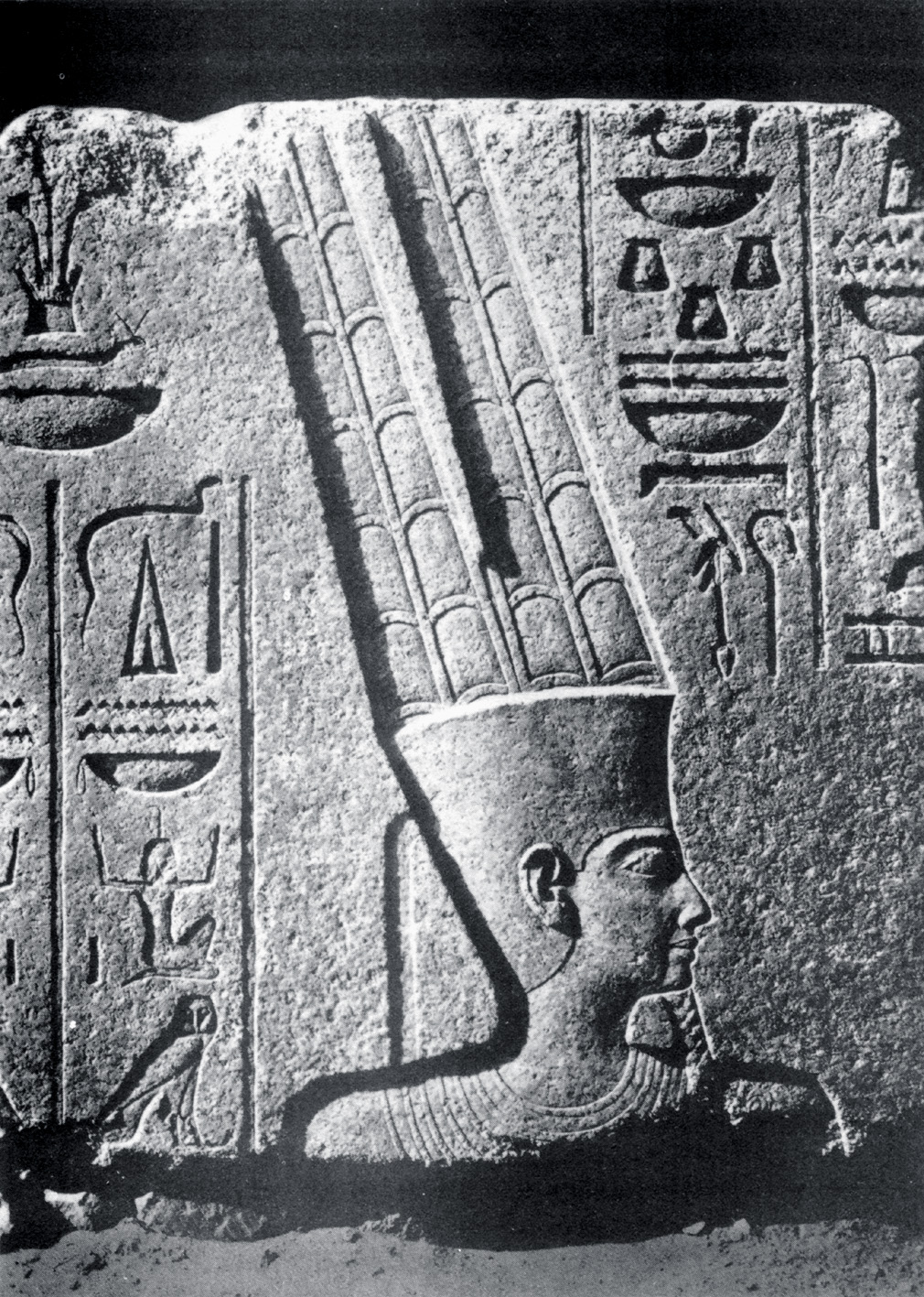
アメン神のレリーフ(浮き彫り)

アメン神はもともとはテーベの一地方神であったが、王朝がメンフィスではなくテーベに都をおき、アメン神を奉るアメンエムハト1世の系統が王位に就いたことも相まって、メンチュ神に代わり急激にその地位を高めた。太陽神ラーと習合してアメン＝ラーとなったことにより王朝神から国家神へと格が上昇し厚く祀られるようになった。
第18王朝王家は、アメン神官団と密接なかかわりがあった。宗教的地位の例としては、初代王イアフメス1世の妻、イアフメス・ネフェルトイリの家系は「アメン第2司祭」を世襲しており、その権利を婚姻に伴いイアフメス1世に譲渡したことが知られている。
実際にも、アメン神の加護は度重なる遠征の勝利と大帝国の建設をもたらしてくれた存在だと信じられていた。よって、王たちはその感謝を目に見える形で表明せねばならなかったという。例えば、カルナック神殿の増築や莫大な量の寄進は、そのための最良の手段とされた。少し時代は下るが、王からのアメン神殿への寄進の例として、新王国第19王朝ラメセス3世の時代を挙げる。テーベのアメン神殿群の奴隷の所有率は全神殿群の80.36%、土地保有率は全神殿群の80.73%とアメン神殿がもつ財力は突出して著しい。
これらの財力に加え、アメン神官団は王に対して強い影響力を持っていた。例えば、トトメス3世は、アメン神殿に勤務していた時、ある祝祭において神輿の行列が自分の前に止まったことで、次代の王に選任するという神の意志が表明されたとしている。これは、神官団が王位継承をも左右する力を有していたことを示唆しているという。

##### 王権の反発
しかしながら、屋形 (1969および1998)によると、このような強大な権力に対して王権より反発する論理が生まれたという。

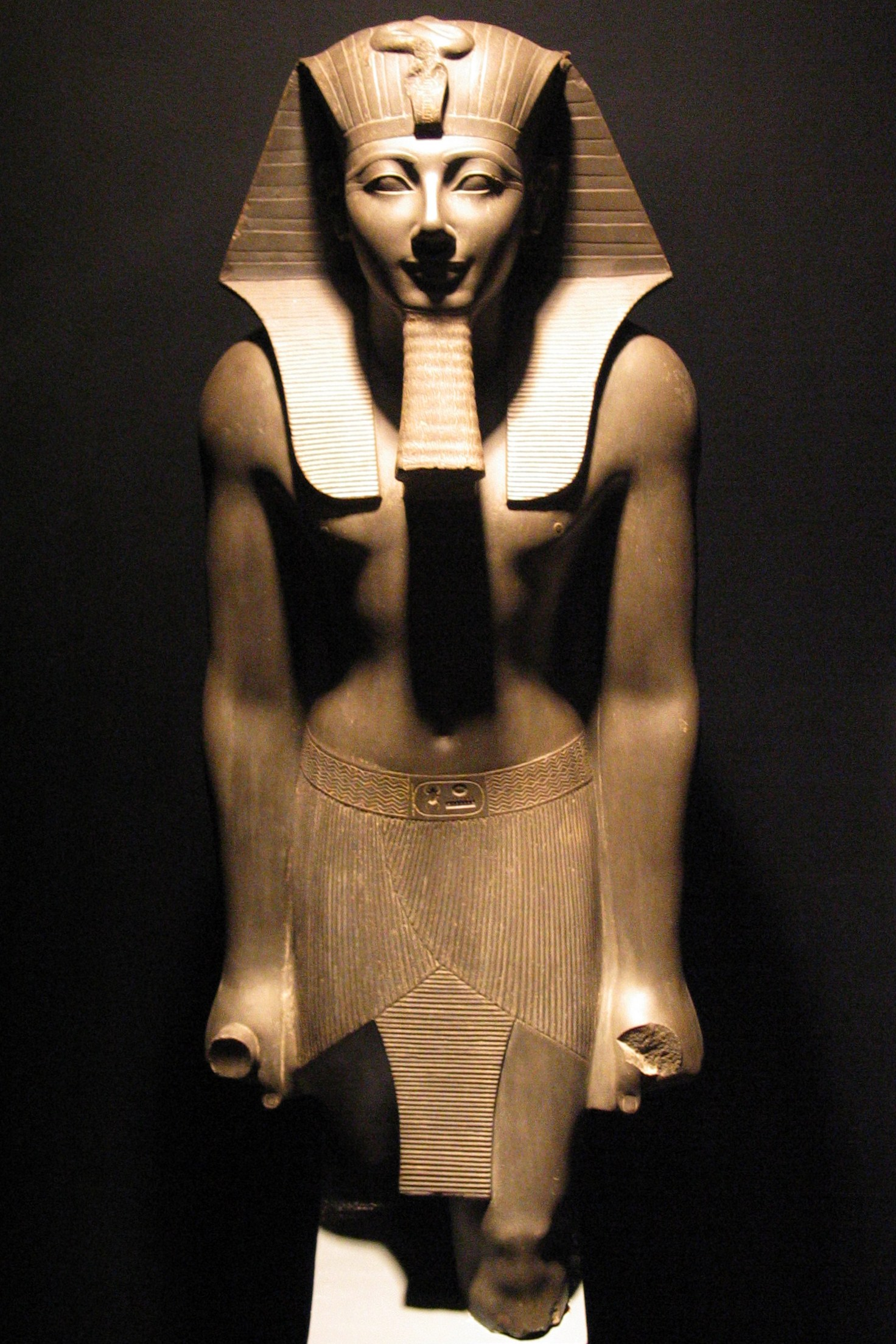
トトメス3世像

トトメス3世のように、第18王朝前半の諸王はいずれも勇敢な戦士であり、すぐれた軍事指導者であった。帝国の拡大はこの王の資質を生かした度重なる親征によって実現されたものであった。しかし、新王国においても神王理念は重んじられ、王はファラオという地位の所有者であるとみなされており、伝統的には「人性」よりも「地位」が優先されている状況であった。それでも、従来の伝統的な王権観が要求する慣例に従っていては軍事作戦などは臨機応変に対応できない状況が生まれたことにより、やはり王はまた有能な将軍でもなければならないという新しい理念が帝国の拡大に伴い加わった結果、価値観が逆転し王の人格が全面に押し出された。こうして、王の自負心は増大し、やがて伝統や慣例よりも、王の意思が優越する専制君主観が現実の権威に支えられて急激に成長したという。

##### 王権側の対抗措置
王は政治的・宗教的に最大の権力を持つものであるから、当然宰相に匹敵するほど大きな権限をもっているアメン大司祭の任命権も例外なく王が保有していた。しかし、この地位は祭司というよりもむしろ神殿の行政官としての役割が大きかったため、慣例として神殿行政にかかわりのある人物を選ぶことになっていた。
かつては王権もこれに従い、婚姻関係を通じてアメン大司祭を王や宮廷と結びつけることで妥協していた。しかしながら、アメン神官団の権力が大きくなるにつれ、トトメス4世時代の“アメンエムハト”やアメンホテプ3世時代の“メリィプタハ”のように、王宮と私的な関係が全くなく、アメン神殿内において昇進し地位に就いた者が現れてきた。王はこれに対抗し、アメンホテプ3世時代の宰相“プタハメス”（メリィプタハの先任者）のようにアメン神殿と無関係な者をアメン大司祭に就けることに成功している。これらは、アメン大司祭の任命をめぐって王権と神官団に非常に激しい政治闘争があったことを示している。
この他にも、アメン大司祭に慣例として与えられた、全国の神官全体に対する監督権を持つ「上下エジプト神官長」の役職を全くアメン神殿と関係ない者に与えるなど対抗措置をとるなどしたが、その中でも特徴的なのが「アテン信仰」を始めとする他信仰の養成である。

##### ラー信仰

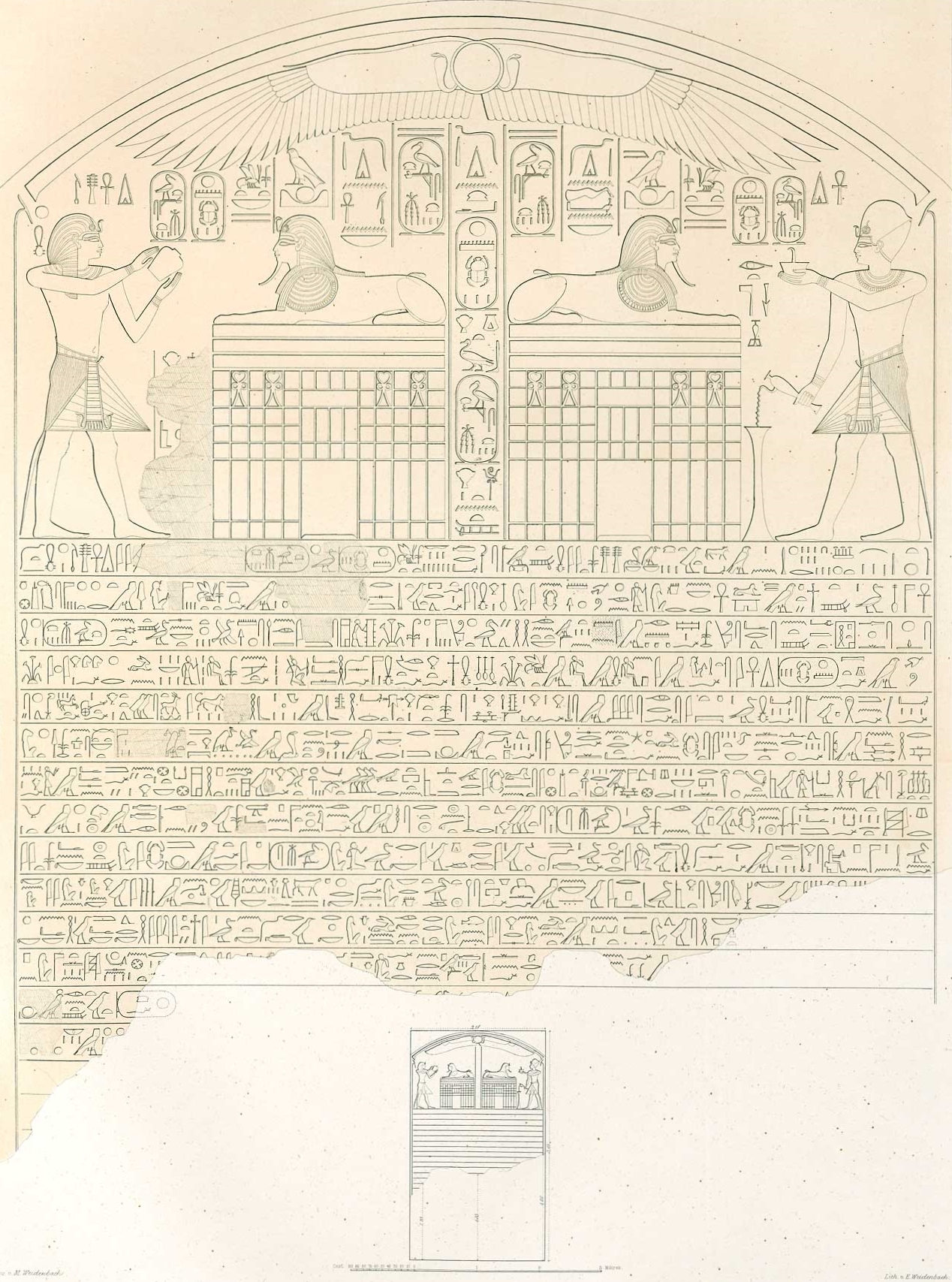
トトメス4世の夢の碑文

トトメス4世がギザ・スフィンクスの足元に残した「夢の石碑」に、この時代に興った太陽神信仰を見て取れる。トトメス4世は皇太子ですらなく一介の王子であったとき、当時太陽神像とみなされていたスフィンクスの陰で昼寝をした。ここでその夢の中に太陽神ラーが現れ、砂に埋もれている自分の像から砂を除いてくれれば王位を与えると約束した、との記述が碑文にある。この神がトトメス3世やハトシェプストの場合のアメンではなく太陽神ラーであることから、トトメス4世がアメン神官団の影響からの脱却を意識的に試みているのではないかと推察されている。

##### アテン信仰

アテン神

このようなラー信仰に加えて、頻繁に碑文に名が挙がるようになるのがアテンである。アテンとは、太陽信仰において中王国時代より「天体としての太陽」とされており、太陽神としての性質の一部とみられていた。しかし、アメンホテプ2世の時代、王はカルナックのアメン神殿神官の横暴に不満を持つ中で、古くより信仰の対象であったヘリオポリスのラー神官団と交流し、信仰の対象として独立した神格であるアテン神が形作られていった。すでにトトメス4世のスカラベにおいてはアテンは独自の祭祀を受け、王はアテンの名においてアジア諸国を征服したと記されている。

##### 「宗教改革」

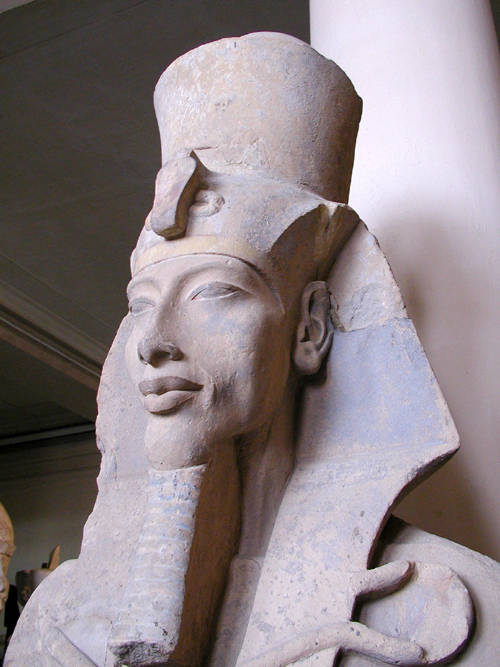
アクエンアテン像

王権とアメン神官団との緊張関係が最も高くなった際に即位したのが、アメンホテプ4世（改名して、のちのアクエンアテン）である。専制君主的にふるまった父王アメンホテプ3世に育てられたアメンホテプ4世にとっては王の意志は絶対であり、これに対抗する勢力の存在は容認できなかった。4世は対立状態を、アメン神を捨て新たなる太陽神アテンに切り替えるという極端な形で解決しようと試みる。しかし、そのための手段としてはアテン神に対する狂信という非政治的手段を用いた。このような非政治的手段を強行できる専制君主観こそが、改革の礎であったと屋形 (1969)は言う。
アメンホテプ4世の治世については資料が乏しい部分が多いが、以下は「王権」という視点で記述している出典 屋形 (1969)を主体にし、加えて同一著者の1998年の記述、屋形 (1998)を参考にした。

###### 前半
この王の治世前半については不明な点が多いが、王はすでに初年よりアテンを神々の首位につけようとする試みをしていた。
王は碑文に「アテン前期名」を刻むとともに、「アテンの第一預言者」を称し、王の宮殿も「地平線の光輝」と名付けられた。ここにおいては、王は宗教面にのみ関心があったため、この点でこの改革を「宗教改革」と呼ぶことができる。王の治世の前半においては、これはアテンを神々の中の第一人者に据える試みにすぎず、伝統的な多神教の範囲内に収まっていた。王の治世4年を超えると、アメン神官団との対立が決定的になり、王はアメン神と決別する。王は、自身の誕生名アメンホテプ（アメン神は満足し給う）を捨て、アクエンアテン（アテン神に有益なる者）と改名し、都もテーベから「アテンの地平線」の名を持つアケトアテンへと遷した。この遷都で、王はテーベの神アテンとの関係を完全に断ち切り、『神であるファラオが自らの責任において自由に政を行う』という王権観を実現するための一歩となった。これ以降、アクエンアテンは自らが思うままに宗教改革を実行していくようになっていった。

###### 改革の意義

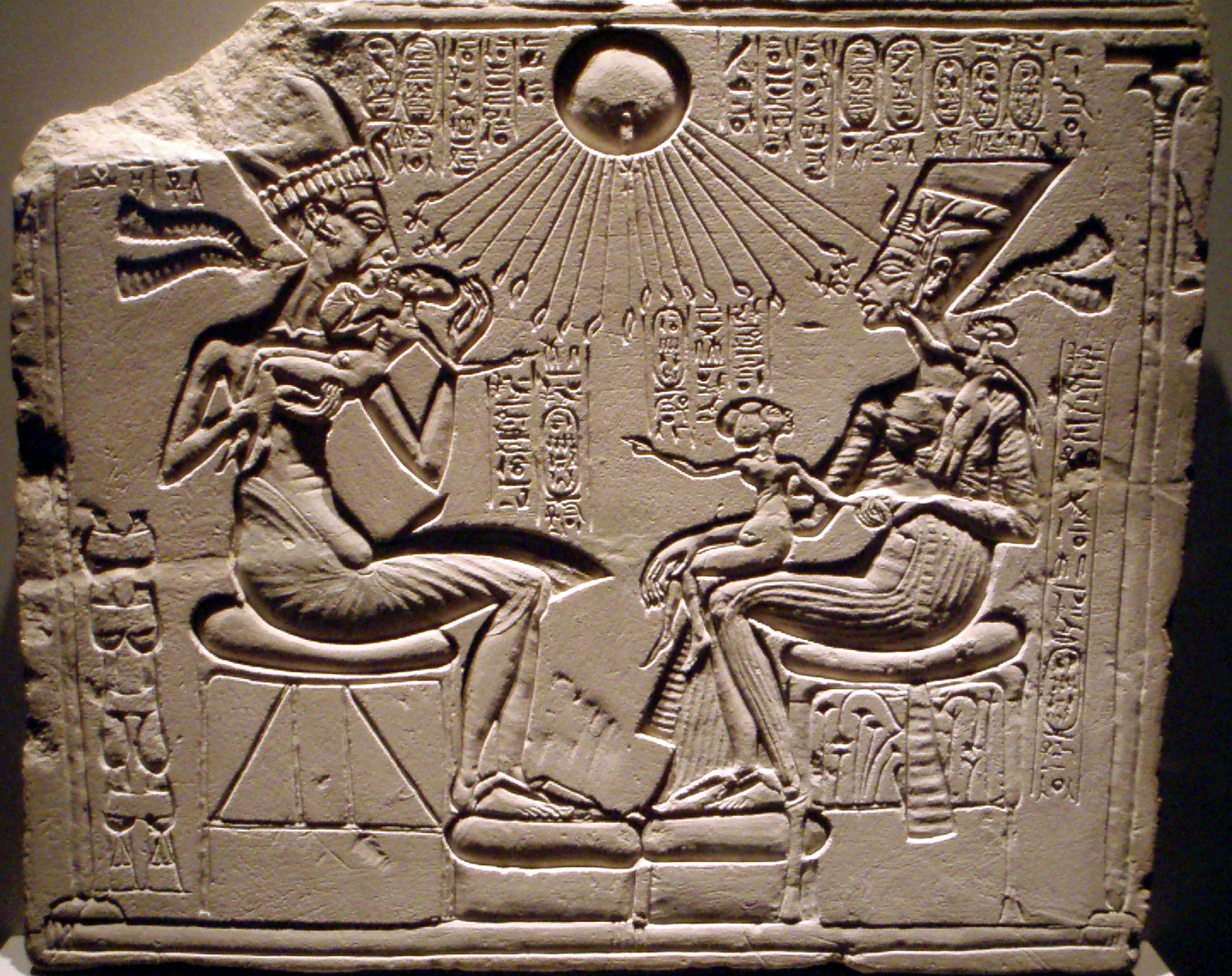
アテン賛美

新しいアテン信仰は非常に一神教的傾向が強くなっている。アテンは万物の創造者とされ、唯一の真なる神であった。神の太陽光線によって注がれる生物への「愛」を受け取る者の信仰告白は、王自らが起草した「アテン賛歌」に表れている。
このような信仰の最大の特色たる排他性は、一神教的傾向による副産物ではなく、むしろ王権の対抗勢力であるアメン神官団の権力を封殺する政治的意図が軸にあったものと考えられている。アメンの信仰は禁止され、神殿は封鎖され、名はあらゆる碑文から削除された。しかしこの迫害は他の神にも及ぶのであり、ただラー神のみがこの措置を免れた。こうして神殿に国庫の補助金などが供給されることはなくなり、国土全体が宗教的統一を通して王権の絶対的統制下におかれることになったのである。

###### 改革の破綻
このようにアクエンアテンは熱狂的にアテンを崇拝したにも拘わらず、この改革は王の死とともに廃される。その失敗の原因として屋形 (1998)は2つの例を挙げている。一つは後のツタンカーメンが建立した「信仰復興碑」が述べているような国内の行政・経済の完全な無秩序状態であり、もう一つは「アマルナ文書」が伝えるような外交の破綻である。
アメンホテプ3世の治世末期、王は外交的に無関心になっており、加えてその子アクエンアテンもアテン信仰に力を注いだためアジア植民地への軍事的介入がほとんどなかった。アジア植民地はトトメス3世が築き上げたものを歴代王が維持してきたものであるが、これは王の積極的軍事介入によって維持されてきたものであり、より強い権力であるヒッタイトおよびその属国ミタンニの存在に植民地は容易に屈してしまった。アメンホテプ3世治世末期以降4代の王の治世、およそ30年間余りでエジプトはシリア・パレスチナを含む広大な植民地を失った。なお、エジプトの政治情勢が非常に混乱していたにも拘わらずエジプト本国に侵入がなかった理由として、将軍ホルエムヘブが強固に防衛していたからであると屋形 (1998)は述べている。

###### 復興

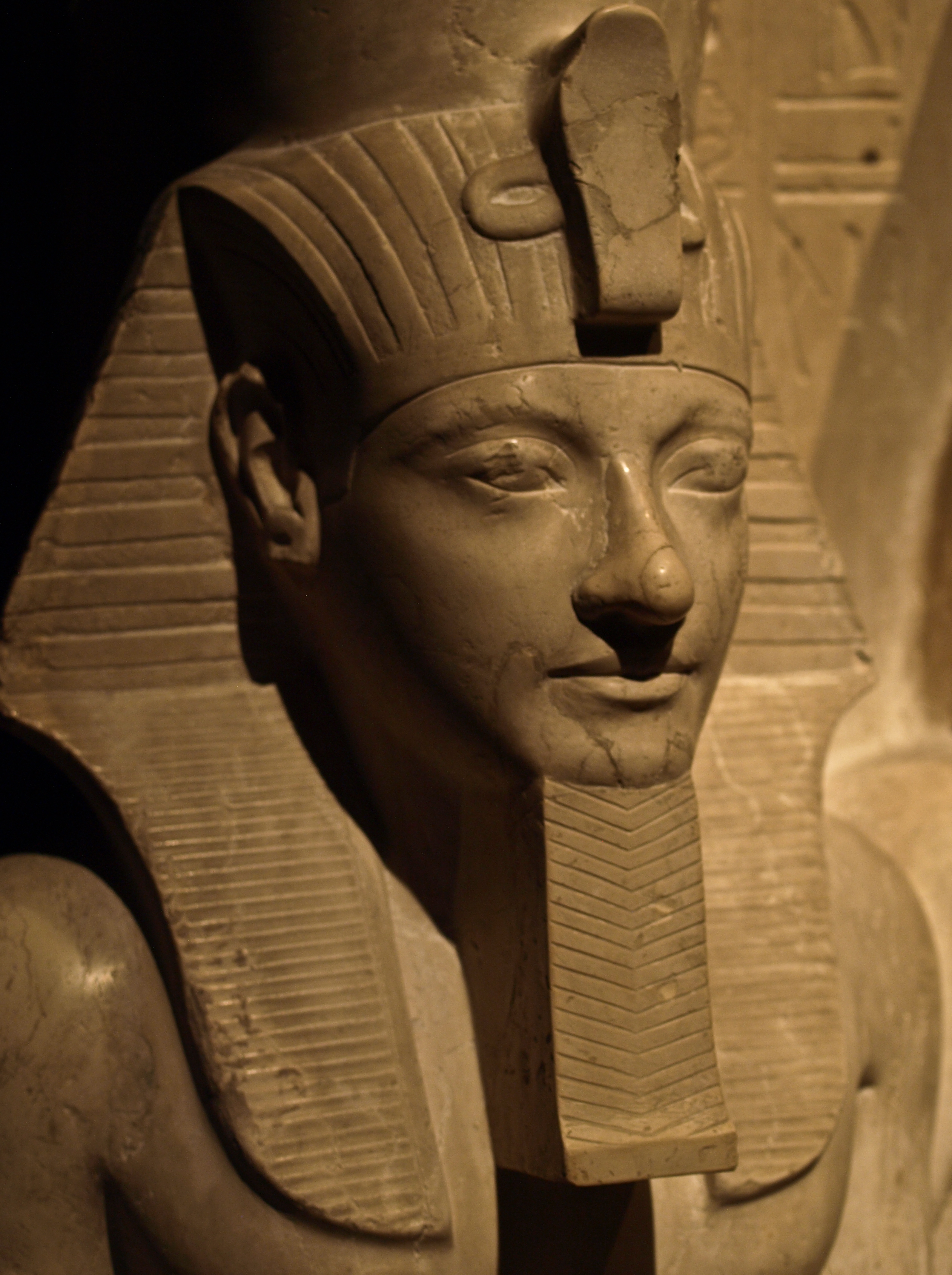
ホルエムヘブ王像頭部

アクエンアテンは即位およそ17–18年で没した。この後にはスメンクカラー、ネフェルネフェルウアテンという正体不明の王が即位しているが、これに関しては謎が多い。両王に引き続いて即位するのが少年王として知られるツタンカーメンであり、この時家臣アイと将軍ホルエムヘブの補佐によりツタンカーメンはアテン神からアメン神への信仰復興を遂行する。しかし王は若年で亡くなり、後継者のアイも治世4年で死去するため、完全な復興に関しては将軍ホルエムヘブに託される。ホルエムヘブはその後のおよそ27年の在位の間に国内秩序の回復に努め、後の第19、20王朝時代にエジプトに最後の繁栄をもたらす、帝国の再建の礎となった。

#### 第19王朝
ホルエムヘブは子無くして死去するが、自身の将軍パラメセスを後継者に指名した。彼も老年であったため在位2–3年で死去するが、王位は子供のセティ1世に引き継がれ、ツタンカーメン以降途切れていた血統による王位継承を果たす。

##### 王の在り方の変化
第18王朝以前では王は神王理念により神として崇められたが、18王朝末期になると、後継者問題のため宰相のアイ、将軍のホルエムヘブ・ラメセス1世など、王の血筋ではなかった人物が王として君臨するようになった。そのため、王であるからという理由では強権を振るえず、遠征・貿易などにより国民生活を豊かにするという保証をもって初めて王として権力を持つことができるような認識が広まった。国民生活を確かに豊かにしたセティ1世・ラメセス2世両王はともに神格化されている。

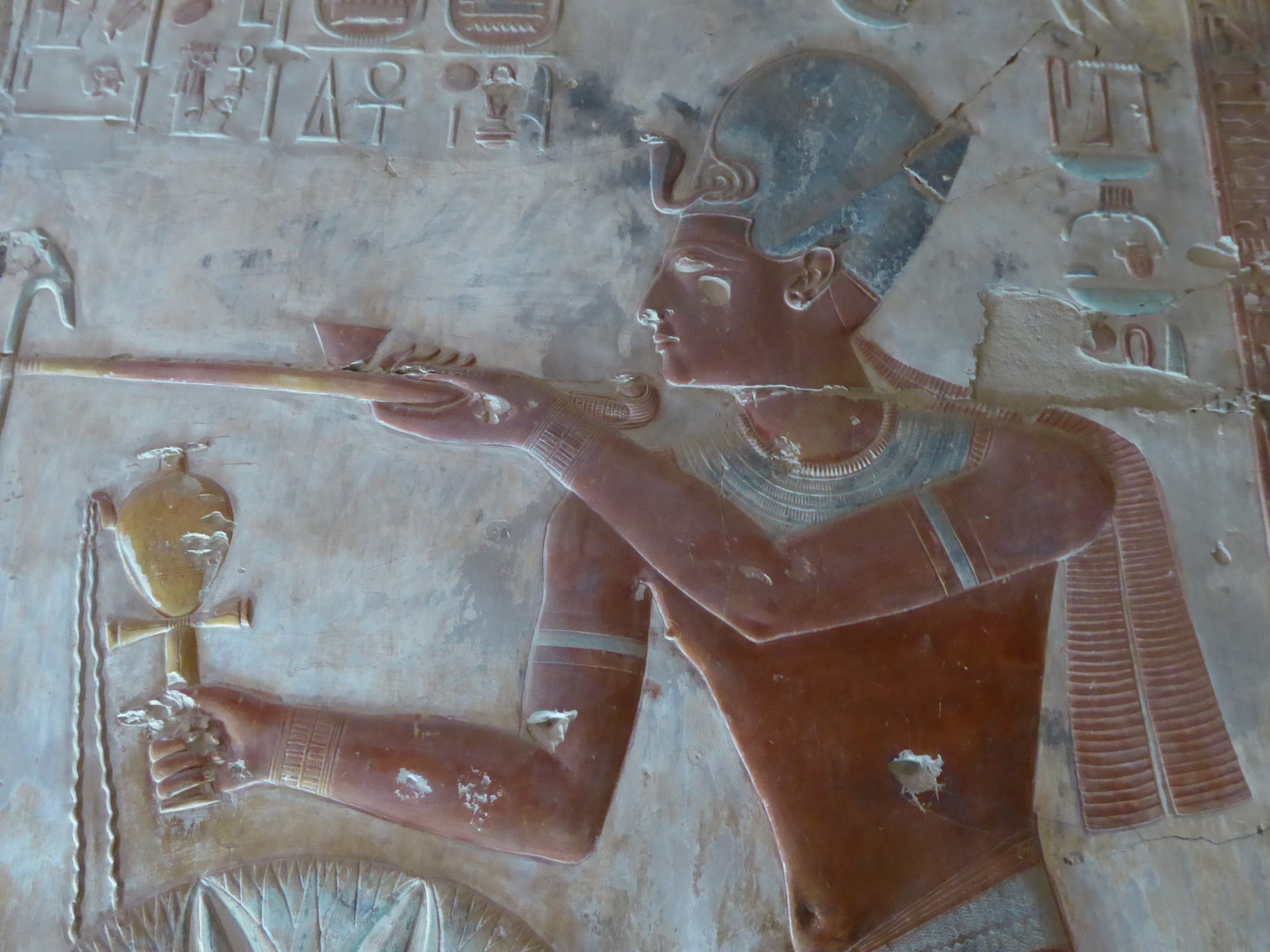
セティ1世を描いたレリーフ

例えば、第19王朝第2代セティ1世は、アマルナ時代に破壊された各地の神殿などを修復し、アメン神官団と良好な関係を築いた。加えて、第18王朝までは王都はメンフィスにあり、ここよりアジア遠征などをしていたが、対外情勢の変化に対応する必要性を感じたセティ1世は、よりアジアに近い場所に新たな都、ペル・ラメセスを建設し、遷都した。これを足掛かりにしてアジア方面に度々遠征したが、それだけでなくヌビアにも遠征するなど活発な活動を行った。このことが国民に認められたかどうかは定かではないが、自身の死後にセティ1世葬祭殿を築き、自身を神格化し祀っている。ここでは、アメン＝ラー神を合わせて神格化されたセティ1世を含む7柱が同格に祀られており、アメン神だけの優遇は回避されている。

##### ラメセス2世
ラメセス2世の時代は、エジプトがトトメス3世からアメンホテプ3世の時代に次いでエジプトが最も繁栄した時代である。王は即位5年にカデシュの戦いでヒッタイトと争った。ラメセス2世はヒッタイトを打ち破ったとし、この業績を幾度となく神殿に刻ませている。
以後においては数回アジア遠征を試みているが、大勢は変わらなかった。ここで、エジプトとヒッタイトは長年の対立を捨て、講和条約をラメセス2世治世21年に結び、結果としてアジアにおけるエジプトの領土を明確化させることに成功した。これ以降ヌビアやリビア地方へ小規模な軍隊を派遣し、国境を確認するのみで、目立った軍事行動はしていない。

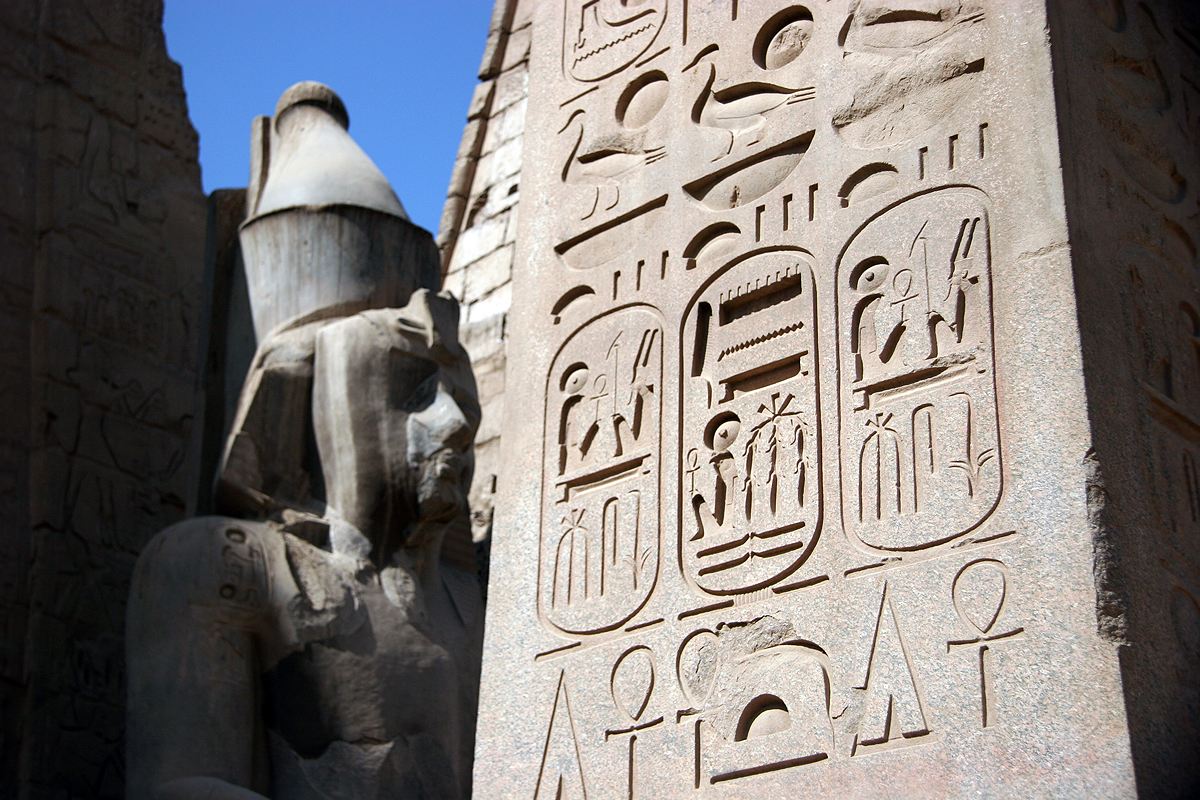
ルクソール神殿の柱に見られる、ラメセス2世の名前

国際情勢により、パレスチナ方面への支配権拡大ができなくなったラメセス2世は、建築活動に精力的に取り組んだ。現在でもエジプトではラメセス2世の即位名 ウセルマアトラー（・セテプエンラー）、誕生名 ラメセス（・メリアメン） が刻まれた遺物を多く確認できるが、これには彼の自己顕示欲によるものではなく、むしろ政治的・宗教的意図が少なからず関わっていたのではないかと推測されている。
政治的には、特にヌビア方面に多くの壮麗な神殿を建設することで、南からの異民族を威圧する働きがあった。宗教的には、ラメセス2世はテーベを国政とは関係のないアメン＝ラー神の信仰地と位置付けた。このことによりアメン神の影響力は削がれ、他の神々の信仰が活発になったという。

##### 終焉
ラメセス2世はエジプト史上まれにみる長期の治世である即位67年を数え、90歳を超えて没した。このため、王位は第13皇子メルエンプタハが継ぐこととなるが、この後は後継者問題が発生した。メルエンプタハも老齢により10年ほどで死去してしまったため、普通ならば息子のセティ2世が継ぐものであるが、理由は不明であるが王位はラメセス2世の娘の一人であるタカトの息子アメンメセスが継ぐ。にも拘わらずアメンメセスも3–5年ほどで死去。王位は正当な後継者であるセティ2世にわたる。
しかしながらセティ2世も6年、その第2皇子サプタハが継ぐも6年で死去。サアプタハの死後はセティ2世第2王妃タウセレト女王が即位するが、彼女の治世も2年ほどで終わっている。メルエンプタハの即位からわずか27年ほどで第19王朝は途絶えた。

#### 第20王朝
タアウセレトの後即位したのはセトナクトという人物であった。この人物の出自については不明であるが、大ハリス・パピルスによると、第19王朝末期から第20王朝にかけては王位継承問題が紛糾し、公に認められない王 イリウスウが即位したが、神々に選ばれた者セトナクトがイリウスウを追放し、真の王としてエジプトを治めるようになったとのことである。セトナクトの治世はわずかに2–3年だっため、周囲より推戴されて王になったときにはすでに老齢であった可能性もあるとされているが、セトナクト王の即位はスムーズに行われた。

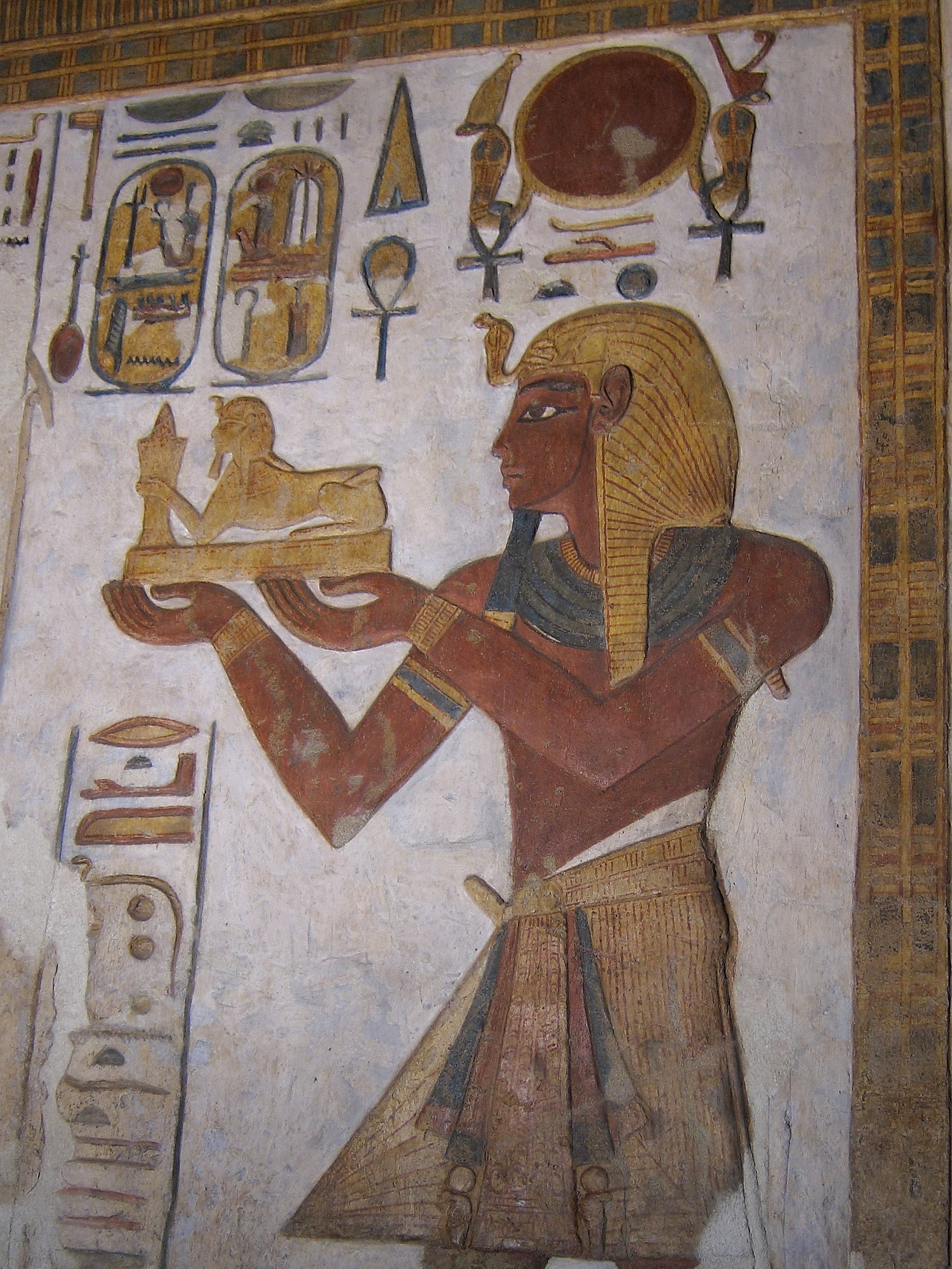
ラメセス3世のレリーフ

セトナクトの後を継いだのは、ラメセス3世であった。王はカルナックを始め国内各地に神殿を増築・建設したり、王家の谷に自身の王墓、王妃の谷に数人の王子の墓を築くなどの公共事業を行ったことによって国民生活に豊かさをもたらした。

##### 「海の民」との戦争
ラメセス3世は、治世5, 11年にリビア人と、治世8年に海の民と戦った。治世5年にはリビア人が王朝が交代し王権が弱体化したのを見て、治世8年には、海・陸同時に海の民が攻めてきたが、どちらも打ち破ることに成功した。
このようにラメセス3世はいずれの戦いにも勝利したが、そもそもこの戦いはエジプト側の防衛戦であり、パレスチナ方面には一部海の民を定住させてしまうなど、実は辛うじて守り抜いたといった状況であった可能性がある。松本 (1998)は、この時エジプトはすでに第18王朝のような大国ではなくなってしまっていたため、侵攻されてしまったという考え方を示している。しかし、エジプトはこの3度の戦争の後、一時平和な時代を迎えた。

##### 官僚の腐敗
しかしこのような平和な時代も、ラメセス3世の治世の晩年になると終わりを告げる。内政の綻びの発生、すなわち王権が低下したことの好例として、「人類史上最初のストライキ」が挙げられる。この原因は王墓の造営に従事する職人たちへの給与の遅延である。この事態になった原因は、国庫の収入が不足したことではなく、官僚の腐敗によるものだとされる。通常宰相は上下エジプトにそれぞれ一人置かれるが、この時は宰相タアがどちらも兼ねていたのである。老齢となったラメセス3世は体力の衰えにより政治面に気を配ることができず、役人の中で汚職が頻発したとされる。

##### 暗殺・衰退
ラメセス3世治世末期は、官僚だけでなく王宮まで統率できなくなっていた。ラメセス3世妃の一人ティイは自身の息子を次王に就けようとし、王の暗殺を計画。王は首の付け根を鋭利な刃物で傷つけられ即死し、その30年余りの治世に終止符が打たれた。ラメセス3世の死をもって新王国の栄光あった時代は終わり、国は急速に衰えてゆく。ラメセス4世以降、ラメセス11世までの80年間で、ラメセスの名を持つ王が8人も即位した。そのうち、9世と11世を除けばいずれも在位は10年未満であり、国内は官僚の不正・飢饉・物価高騰・リビア人の襲撃などで大いに混乱していた。政府の信用は失墜し、国民は自分の利益のみを追求するようになった。このころになると、本来では厳重に警備されているはずの王家の墓を標的とした墓泥棒が頻発した。墓泥棒は警備員を買収し、盗掘を行ったのである。このような墓泥棒すら王権は抑えられなくなっていた。ラメセス9世治世17年には、たった40年前ほどのラメセス3世妃の墓すら荒らされた。

##### 権力の移行

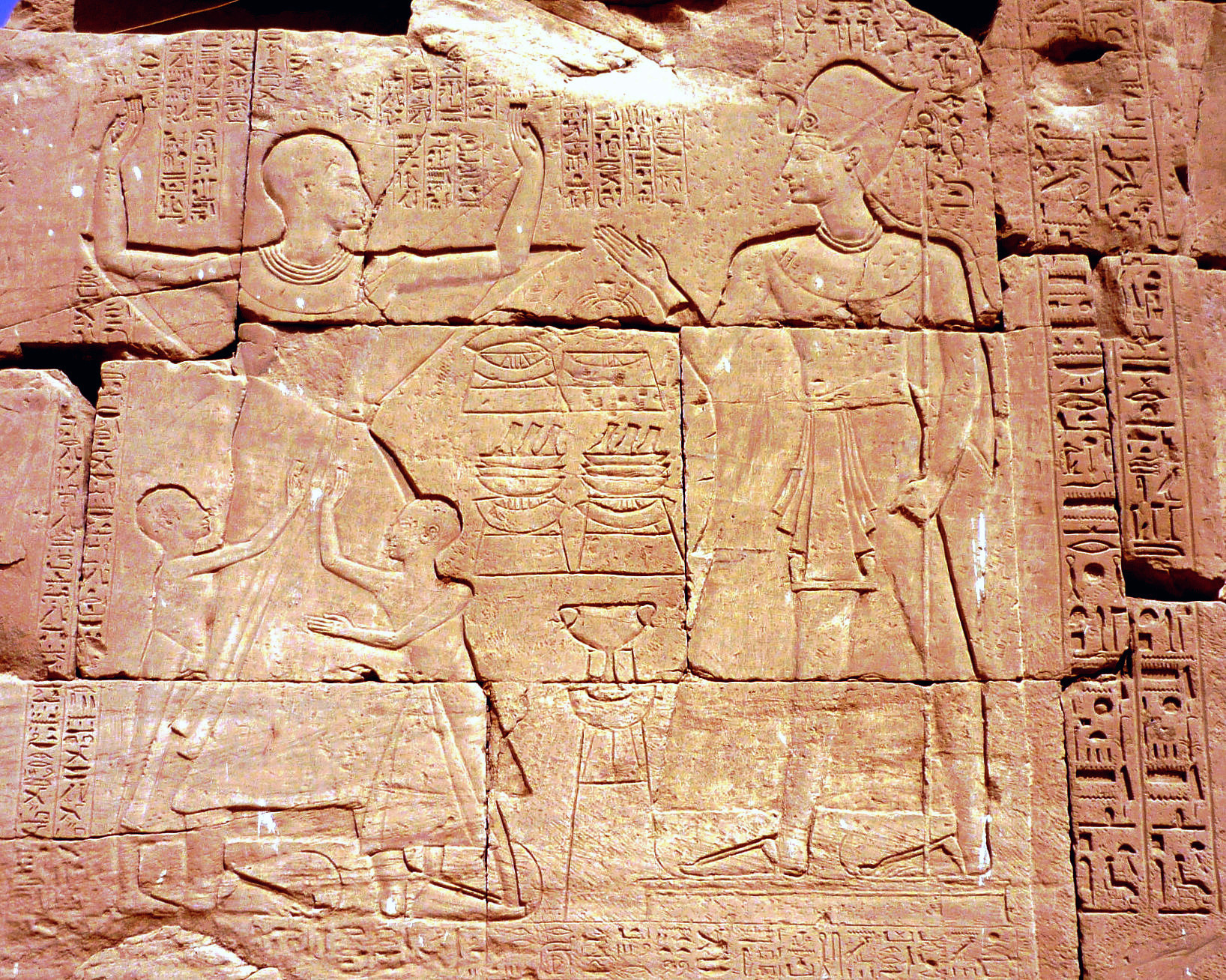
アメン大司祭アメンホテプ(左)と、ラメセス9世のレリーフ。アメン大司祭が王とほぼ同じ大きさで描かれていることに注目。

しかしながら、社会情勢が混乱しているにも拘わらずラメセス9世はデルタ地帯（ペル・ラメセス）にあって平和に暮らしていたのではないかと考えられている。王自身は下エジプトに建築物を残しているが、実際の権力はテーベのアメン大司祭が握っていたとされる。これにより、右の図のように、アメン大司祭が王と同じ大きさで描かれることも黙認されるようになった。ラメセス11世の死去とともに、イアフメス1世より480年余り続いたエジプト新王国時代は終焉を迎えた。

### 第3中間期

#### アメン大司祭国家
ラメセス11世の治世19年、アメン大司祭ヘリホルはテーベを自身が実効支配できていると確信。ヘリホルは、ラメセス11世の兄妹ネジェメトを妻に迎え、王家とのかかわりも持っていた。彼は王権の形骸化にかこつけ、ラメセス11世を無視して新たな年号「ウェヘム・メスウト」を制定。さらに、テーベの再建にも取り組み、先の時代に盗掘された墓のミイラを集めてセティ1世墓に改めて葬りなおし、盗掘者も逮捕し厳しい刑を科した。
また、王と同等の権限を持ったヘリホルは、儀式で用いるためのレバノンスギを調達してくるようウェンアメンという者に命じた。ウェンアメンは幾多の困難を乗り越え、何とか目的を果たすことができたようだが、その道中では外国人に対等に接してもらうことができなかった。このことより、エジプトの国力、すなわち王権の低下が対外的にも現れており、この後のエジプトへの外国人による侵入の兆候を見ることができる。
ヘリホルはウェヘム・メスウト7年までには亡くなるが、上エジプトはアメン大司祭が治めるという仕組みを作り上げた。テーベ王朝・アメン大司祭国家の成立である。

#### 第21王朝
一方北では、軍司令官で下エジプトの宰相であったスメンデス1世が都をペル・ラメセスから自身の任地、サイスに移し政治を行った。これを、第21王朝と呼ぶ。このころは第3中間期、すなわち「混乱期」との分類がされているが、実際にはスメンデス1世は、前述のウェンアメンの航海の時にも援助をしているなどアメン大司祭国家と良好な関係を持った。またスメンデス1世が、カルナック神殿の一部が水浸しになったとき、3000人の労働者を派遣している記録も残されている。

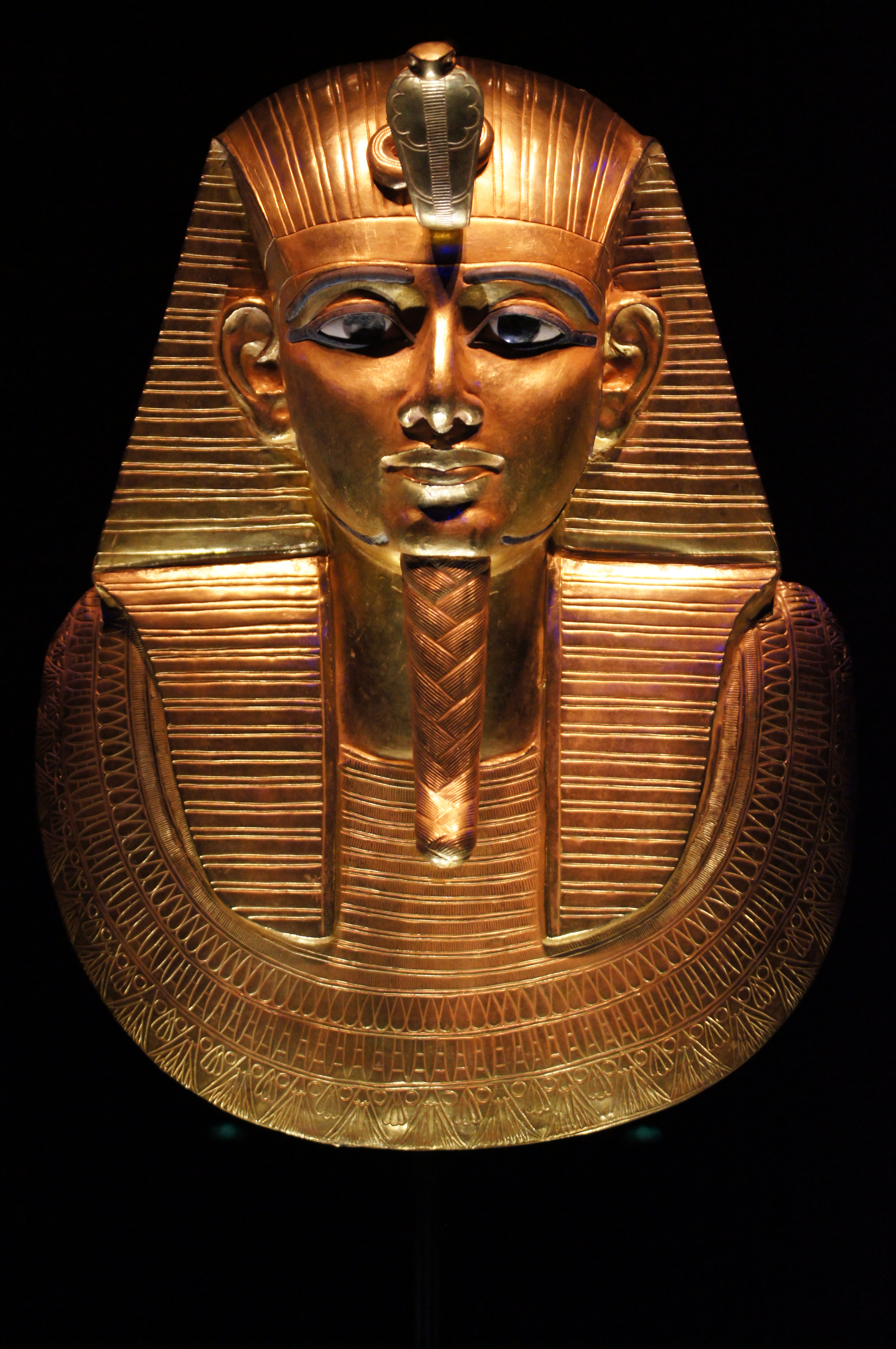
プスセンネス1世の黄金のマスク。なお、彼の墓はエジプトの王で唯一完全未盗掘であった。

これらの政治的つながりに加え、両政府は婚姻でも関係を結んだ。スメンデス1世の死後はヘリホルの息子、アメンエムニスウが継ぎ、アメン大司祭職はパネジェム1世が得る。しかし、このパネジェム1世の息子が次の第21王朝ファラオ、プスセンネス1世である説もあるほど、密な婚姻関係が結ばれていた。

#### 第22王朝

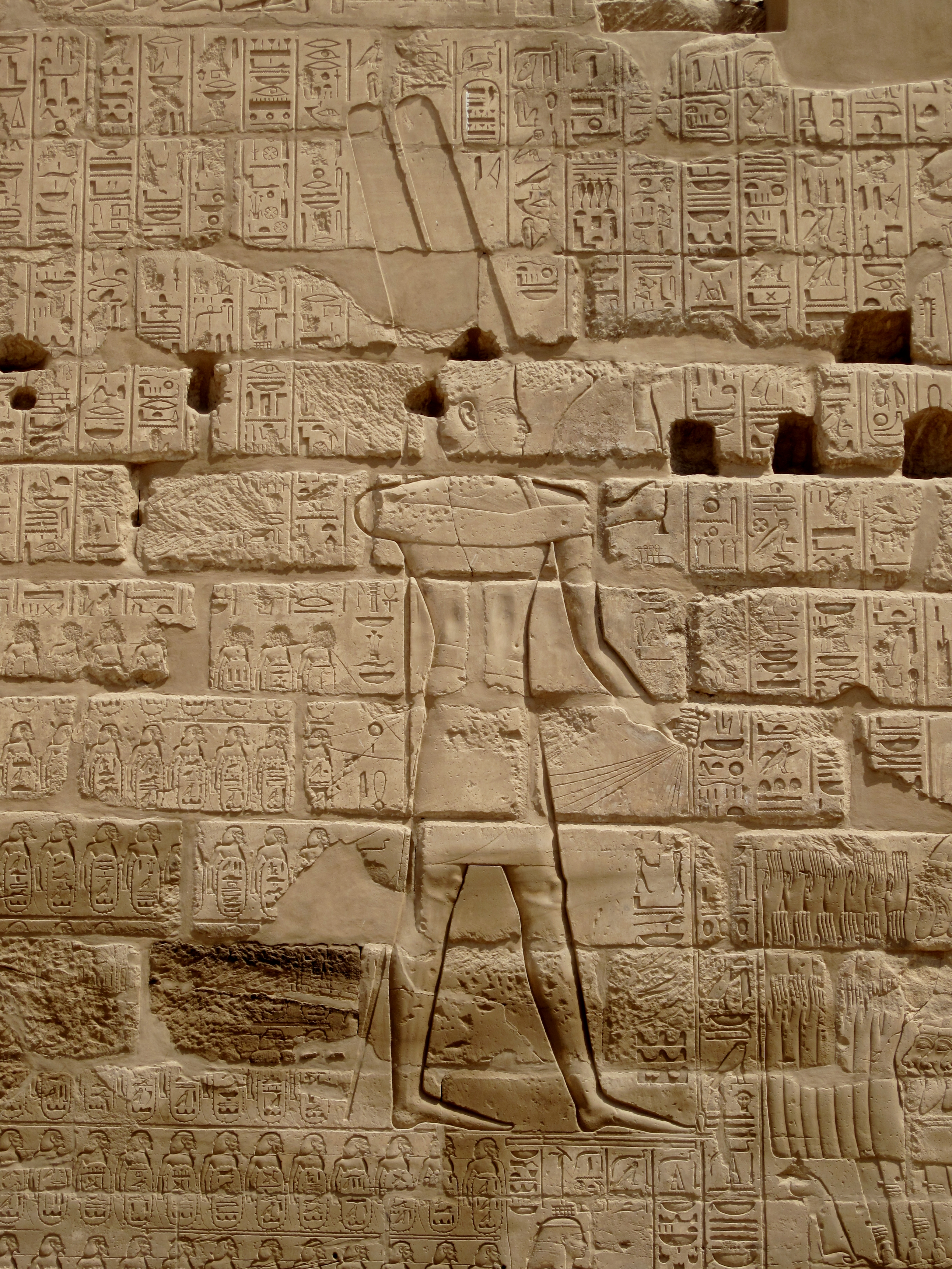
シェションク1世がパレスティナ遠征によって征服した都市・部族のリストのレリーフ。

第21王朝のプスセンネス2世の後は、リビア人傭兵のシェションク1世が継いだ。ここで、彼は革新的な政治的行動をする。息子イウプトをアメン大司祭につけ、アメン神殿の仕組みを通してエジプト全土を一人の支配下に置こうと画策した。さらに、イウプトは「軍の最高司令官」の称号を併せ持ち、軍をも統率した。加えて、アメン第3司祭・第4司祭、ヘラクレオポリス軍司令官にも血族を任命するなど、確固たる政治的基盤を築いた。これは第18王朝などの王がしたような、王自身が専制的な君主として絶大な権力を持った方法と対照的であり、シェションク1世はアメン神殿や軍の力を借りて王権を維持した。
シェションク1世には旧約聖書 歴代誌 12:2, 12:9や列王記 14:25-26に王シシャクとして記録されてあるようにエルサレムに攻め上り、数々の宝物と至宝「ソロモン王の金の盾」を奪い取るほど余裕があったのではないかと考えられている。
以降はシェションク1世の息子オソルコン1世に王位が継承されるが、その中でもアメン大司祭は重要な職であり続けた。例えば、オソルコン2世に対してテーベのアメン大司祭ホルスィエセも王権を主張し、カルトゥーシュを使用するなどの事件もあった。

#### 第23・24王朝
その後、シェションク3世の治世8年、リビア人パディバステト1世がデルタ地帯中部、レオントポリスに都をおき、王権を主張。第23王朝を興す。それに加え、第24王朝　(記録されている王は2王だけである)も並立し、後の第25王朝と合わせて、エジプト本土に第22・23・24・25王朝が並立する時期が12年間存在するなど政治的に不安定な時代であり、史実はつまびらかではない。

#### 第25王朝

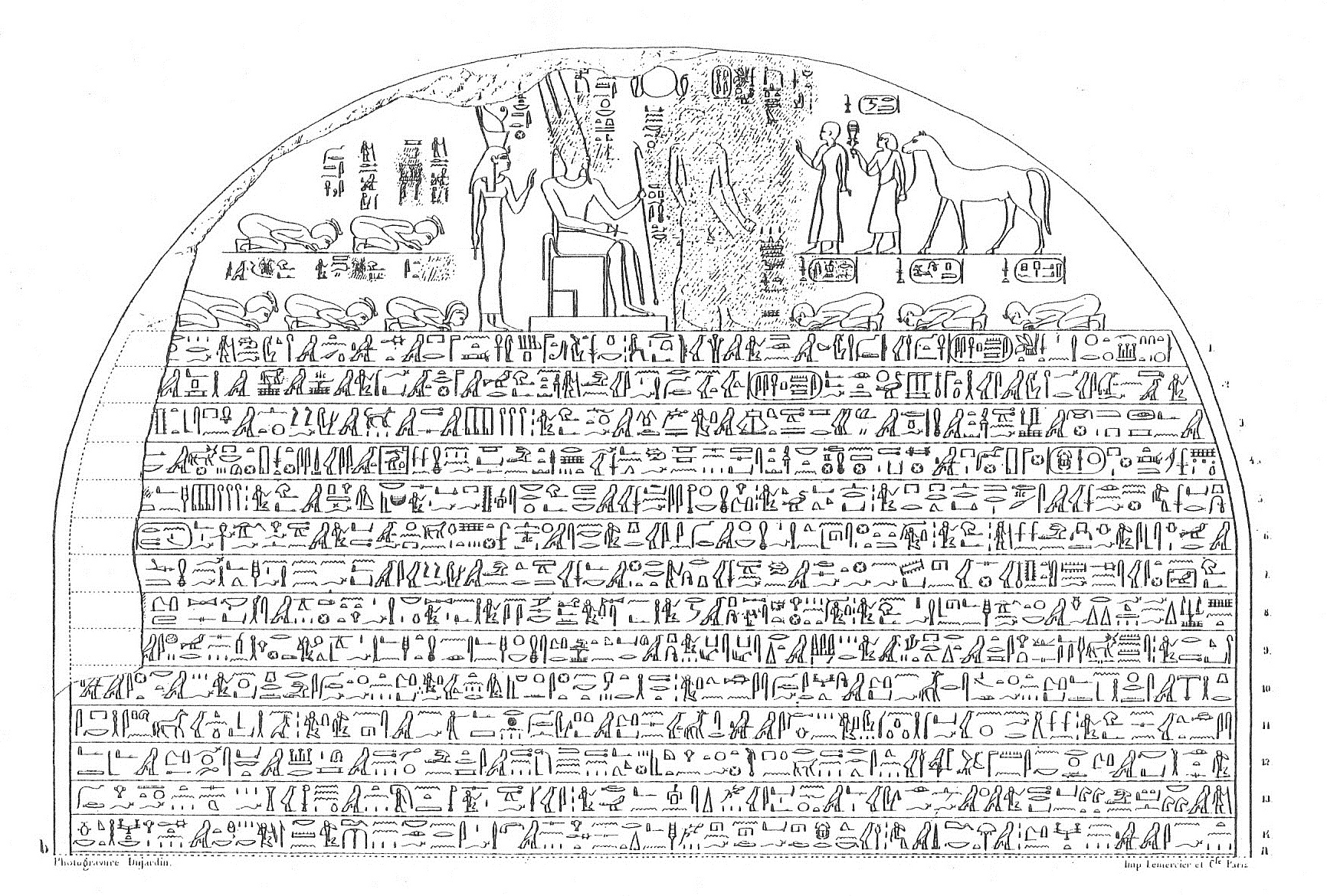
ピアンキの戦勝記念碑。中央に腰掛けるピアンキが、4つに分裂していた下エジプトの王権をそれぞれの支配者から受け取り、エジプト全土を統一したことを示している。

この状況を打開するのは、ヌビア人クシュ王国の王、ピアンキであった。このころのヌビア人はアメン＝ラー神を崇拝しており、外国人でありながらエジプトの文化・宗教を否定しなかったため、ごく短期間でテーベの政治・軍事・宗教の実権を握ることに成功した。加えて、ピアンキは妹のアメンイルディス1世を在任中のアメンの聖妻の養女にし、大司祭オソルコン3世に代わりアメン神殿の最高権力を手中に収めた。この後のシャバカ王、シャバタカ王、タハルカ王も第22王朝のシェションク1世と同じように、アメンの聖妻を通して権力を確立させた。

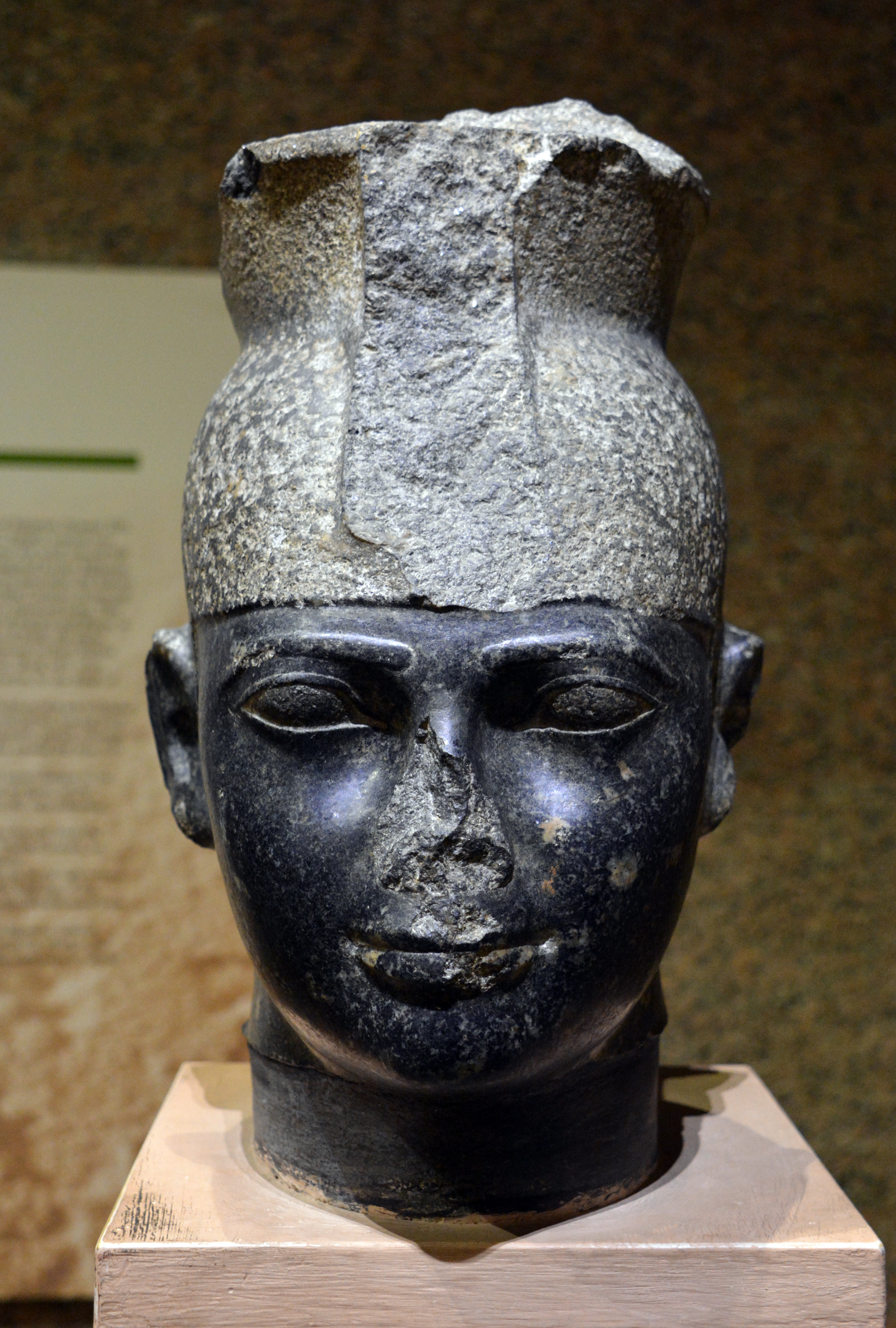
タハルカ王像の頭部。丸い顔や幅広の大きな鼻などにヌビア人の特徴が表されている。

しかし、第25王朝はタハルカの甥、タネトアメンの治世に崩壊を迎える。タハルカの治世20年、すでに数回エジプトに侵攻を繰り返していたアッシリアがとうとう主要都市メンフィスをも奪い、タハルカは南に退かざるを得なかった。アッシリアは第24王朝の末裔ネコ1世を擁立し、デルタ地帯を治めさせたのである。タハルカの後を継ぎ即位したタネトアメンはすぐさまデルタ地帯に侵攻、ネコ1世を討ってメンフィスまで奪回する。しかしながら、前664年にはアッシュルバニパルの攻撃でテーベまで落ち、タネトアメンは出身国であるクシュに引き下がるのであった。

#### 第26王朝
アッシュルバニパルは自国が危うくなったため、ネコ1世の後継者、プサメティク1世にエジプトの管理を任せて撤退する。ここより第26王朝に区分される。しかし、プサメティク1世はアッシリアからの独立を図る。王は、娘を在任中のアメンの聖妻の養女にし、上エジプトの実権を握っていたテーベ市長に娘を嫁がせるなどして、やはり政治面より王権を確実にした。
次代ネコ2世の時代になると、エジプトは一時国力を盛り返す。前609年にはシリア・アッシリアに遠征し、旧約聖書列王記下 23:29 にあるようにメギドの戦いにおいてヨシア王を殺し、ユダ王国を支配し朝貢を課している。しかし、前605年にはバビロニアのネブカドネザル2世がエジプトに臣従していたユダ王国を攻略し、エジプト軍も打ち破ってしまう。これによりエジプトのシリア・パレスティナ地方の支配はたったの4年で終わってしまった。ネブカドネザルはこれに乗じてエジプトを攻めようとしたが、エジプト側は辛くも防衛した。
これを継いだプサメティク2世も娘をアメンの聖妻の養女にするなど、アメン神殿との関係を強化することを怠らなかった。次のウアフイブラー（アプリエス）王は将軍イアフメス2世（アマシス）にクーデターを起こされ、幽閉後処刑された。あとを継いだプサメティク3世も攻め込んできたアケメネス朝ペルシアのカンビュセス2世を防衛することができずエジプトを征服され、これまた処刑されて第26王朝は終わることとなる。

#### 第27–30王朝
第27王朝はペルシア支配の時代であり、エジプト人はこれに大いに反発した。この原因として、今までのヌビア人などの外国人支配者たちはすべて「エジプト化」したのに対して、ペルシアはアラム語を広め、エジプト文化を尊重しなかったので国民の自尊心・愛国心を傷つけた。そのため、120年余りの支配で反乱が多発している。
前404年、ダレイオス2世が死去するとそれに乗じてエジプト人アミュルタイオスが王を名乗る（第28王朝）が、数年のうちにメンデス・第29王朝のネフェリテス1世に処刑されてしまう。王は王位を正当化するために架空の祖先・家系を作り出し、記録したのであった。

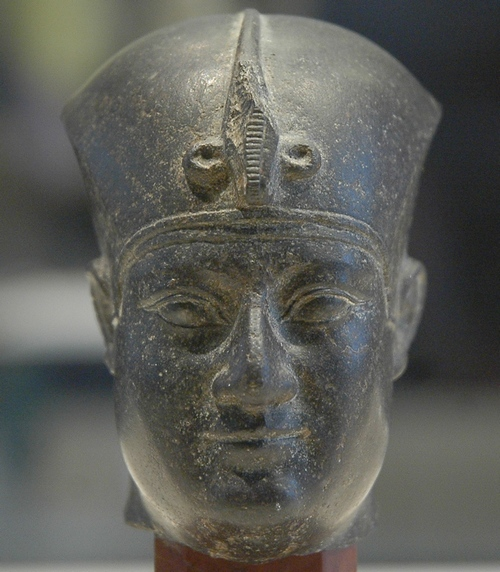
ネクタネボ1世像頭部。

しかし第29王朝も、前380年に将軍ネクタネボ1世がクーデターを起こしたため、20年未満で倒れる。ネクタネボ1世は、同じくクーデターを起こし政権を奪取した中王国のアメンエムハト1世とは違い、むしろ武力によるクーデターを誇った。この背景には、外国人侵攻の危機にさらされていたエジプトでは、すでに武力を持つ者を王として認めざるを得ない状況であったと考えられている。加えて、ネクタネボ1世はエジプト風の即位名“ケペルカラー”を名乗り、エジプト国内で建築事業を盛んに行い、人々に経済的安定をもたらした。彼は、伝統的な信仰を盛んにし、国民の愛国心に訴える方法で支持を得たのである。
しかしながら1代後のネクタネボ2世の時代、前343年に再びペルシアのアルタクセルクセス3世に支配されてしまい、エジプトで2500年以上続いた王朝時代は終焉を迎えたのであった。第30王朝以降、エジプトは将校団を率いたナセルが1952年に解放するまで、実に2300年もの間、外国人に支配されることとなる。この2度目のペルシア支配（第31王朝とも）は短く、アルゲアス朝のアレクサンドロス大王が征服し、大王の将軍の一人プトレマイオス1世が即位。プトレマイオス朝が300年ほど統治し、クレオパトラ7世の崩御に伴い、エジプトはローマの属州アエギュプトゥスとして編入されるのであった。

## 宗教権力
宗教権力は政治的権力と密接に関係していた。王は「すべての神殿の最高司祭」とされ、神を直接祭祀できるのは王のみとされた。しかしながらこの原則は古代エジプトを通じて当てはまるわけではなく、アメン大司祭国家の成立に見られるように宗教権力が王をしのぐことはたびたびあった。

### ホルスとオシリス
王の力はホルス神やオシリス神と強いかかわりがあった。現世では王はホルス神の化身であり、死すると冥界の支配者であるオシリスとなると考えられていた。この考えは第5王朝までにはすでに定着していたと考えられている。そもそも、初期王朝時代の王は例えば「ホル・アハ」のように、王が天に由来するホルスの化身であることを示すホルス名のみでしか記されていなかった。
また、オシリスは神話において弟セトにより身体をに切り刻まれたが、イシス女神の力を借りてミイラとして復活する。ここから、王はオシリスとなって再生復活し、永遠に富むと考えられた。なお、オシリスの護符ジェドは柱の形をしており、「安定」を表す。王の五重称号にもジェドの言葉は用いられることがあった。

## 装身具

### 衣服
王が着用していた衣服は一般的なエジプト人のものとは異なっており、糊付けされた豪華な前垂れやひだなどの特別な装飾があったキルトを着用することがあった。
しかし王は亜麻布も使用していたようであり、実際にツタンカーメンの墓からは亜麻布でできた腰布やショール、金のスパンコールで飾られた衣服などが見つかっている。そのほかのベルトなどの装身具には色がついていた。

### 冠
ファラオは上エジプトを象徴する白冠と、下エジプトの赤冠を複合させた二重冠をつけることにより上下エジプトの支配権を示していた。しかし、レリーフなどには白冠または赤冠単体で描かれることもあった。この他にも、王はケペレシュ・ネメス・アテフ・シュウティなどの冠を状況に応じて被った。

### 杖
ファラオはさまざまな種類の杖とともに描かれた。ミイラの蓋などでは、両手にそれぞれ上エジプト、下エジプトの象徴である牧民の杖ヘカと農民の竿ネケクを持った姿であった。また、壁画などに描かれる際は支配・統治の象徴であるウアス杖やこん棒であるヘジュを持つ場合もあった。

## 葬送習慣
エジプト人は来世を非常に現実的な形でとらえており、各種の葬送習慣は「現世での暮らしを来世でも続けたい」との思いで発達していった。庶民でも新王国時代には手の込んだミイラが作られるようになったが、王の場合はそれ以前より永遠の命を実現させるための試みがされていた。

### 先王朝時代
このころ、墓とは地面に穴を掘って埋めるだけの簡素なつくりであったが、先王朝時代末期にはただの砂漠の穴が堅牢なつくりになり、遺体は棺に入れて葬られるようになった。
エジプトが一つの統一国家となった初期王朝時代には、王の墓（マスタバ）はアビドスに造られ、墓穴はレンガで補強されたためより頑強になった。地上には墓の位置を示す石碑が建てられ、王の名前が記されるようになった。

### 古王国時代
古王国時代には、神である王のみが死後も天空の神々の列に加えられて完全な生命を保持することができ、臣民は王に奉仕することによりこの永生の恩恵にあずかれるとされた。
第3王朝のはじめ、王墓のデザインは劇的に変化を遂げる。それまでは王墓であっても他の貴族のものと外見上は差がなかったが、ジェセル王は初めて地上のマスタバを大型化させ、巨大な階段ピラミッドを建造し王の権力を誇示した。これにより、地下に広大な場所を確保できることになり、副葬品を納めたり他の王族を同時に埋葬できるようにもなった。ピラミッドには付属神殿があり、王が死したのちも君主としての役割を果たせるように王を祀る目的があった。
とあるように、ピラミッドとは、王だけが昇天のための手段・特権を持つことを臣民に誇示したものである。

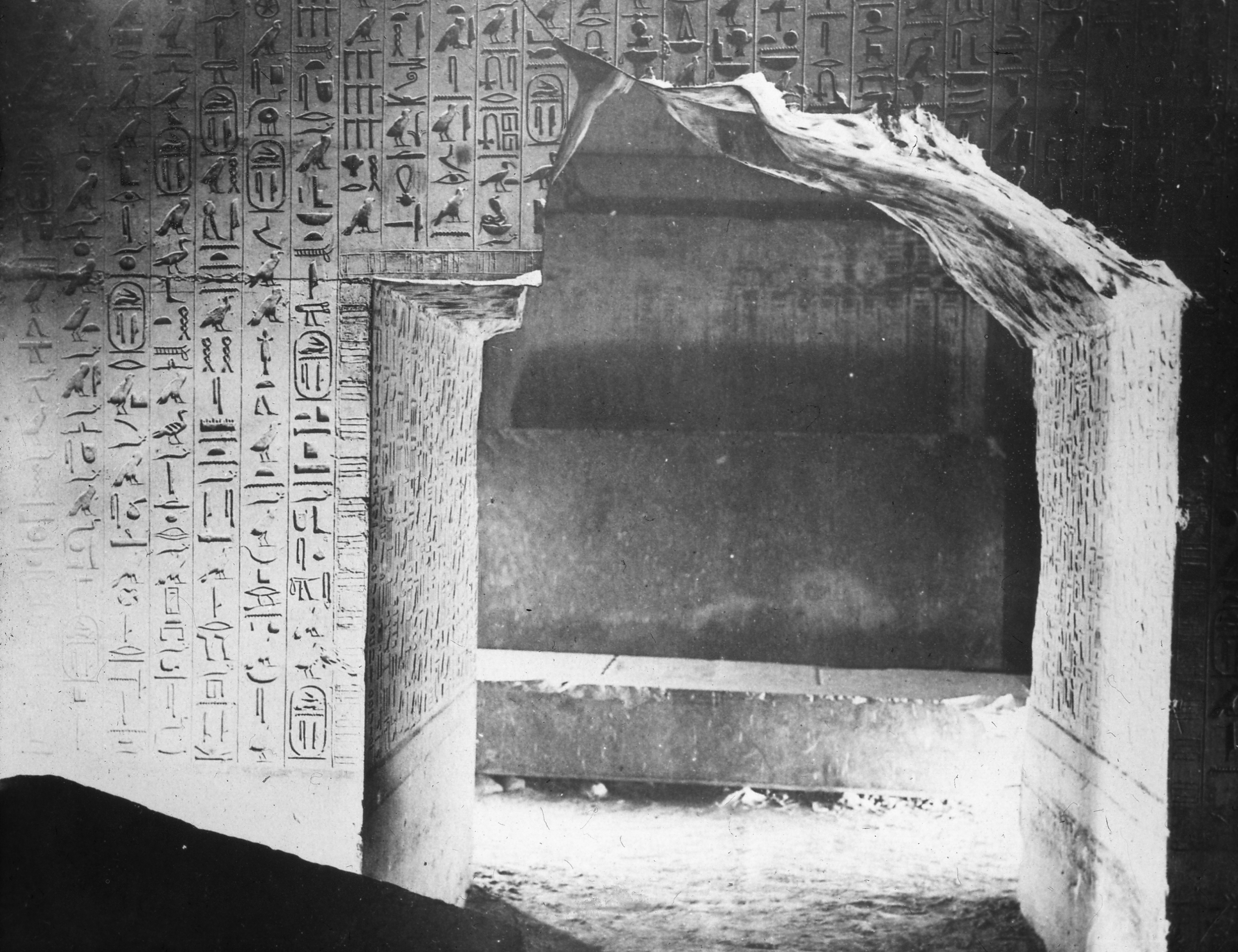
ウナス王のピラミッド・テキスト

第5王朝末になると、王はピラミッドの中に独特の葬送文書を記載するようになった。これはピラミッド・テキストと呼ばれ、ウナス王のものが最も知られる。ピラミッド・テキストは王の再生を保証する呪文の集合体であり、王のピラミッドの内室の壁に刻まれる。
ピラミッド・テキストが刻まれるようになった経緯は、王権の弱体化に関係している。それまでは、王は神として永遠の生命を得て死後も天に存在し続けると考えられ、そのために伝統的で複雑な儀式が行われていた。しかし、王権の弱体化にともないそのような儀式がおろそかになっていった。加えて、この時代には先王の墓は盗掘され、永遠の安寧が望めなくもなった。この危機に対処するため、墓に葬儀で唱えられる言葉や呪文を記し、聖なる言葉による呪力で盗掘をも防ぎ、来世での復活を願ったと考えられている。

### 中王国時代
この時代においては、創造神はすべての人間を平等に作ったという原則が葬祭の場においても適用され、王と臣民の間に存在していた来世の質の違いは解消された。神王のためにのみ作られたピラミッド・テキストに対して、棺に刻まれた葬送文書は財力さえ許さば身分関係なく使用できた。それでも、王はその権力を用い、庶民とは一線を画した葬送習慣を行った。例えば、第11王朝のメンチュホテプ2世はディール・エル・バハリにきわめて独創的で、他に類が見られない葬祭殿複合体を築いたことで有名である。

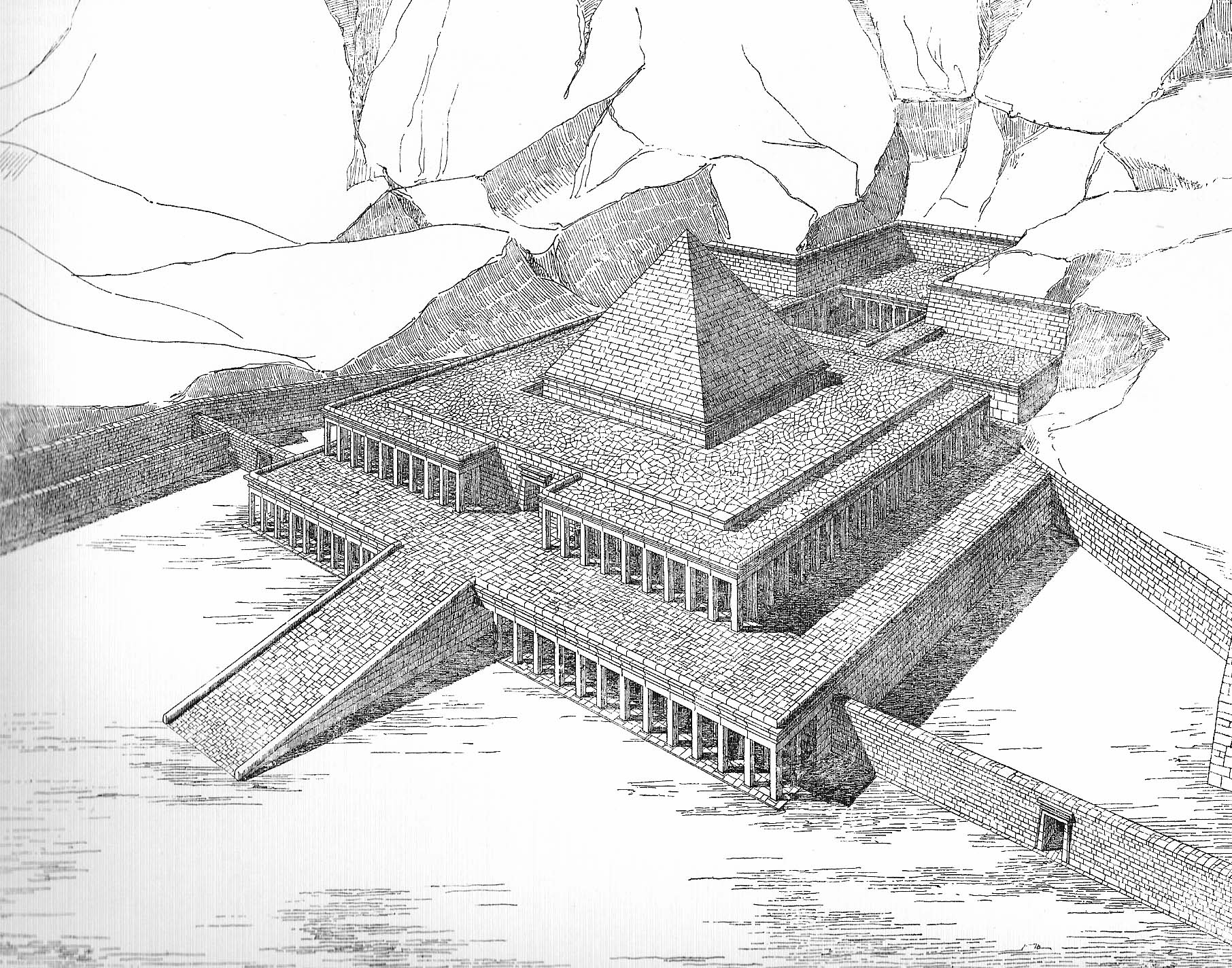
メンチュホテプ2世葬祭殿の復元図(諸説あり)。スペンサー (2009)で言及されているような地上建築物はここには描かれていない。

この建築物は断崖絶壁の岩山の前に築かれた葬祭殿と周囲の空墓からなり、メンチュホテプ2世は葬祭殿最奥の列柱室から岩山の下に向かって115mほど下った隠された玄室に「上エジプト王」として葬られた。逆に、空墓からは「下エジプト王」として赤冠をかぶった王の像が発見されている。なお、これに倣い以降の王もこのタイプの墓の建造を計画したが、どれも完成には至らなかった。
この時代は、ピラミッドがエジプト人により最後に建造された時代にあたるが、規模でも建築技術でも古王国時代に劣っていた。しかし、崩れないよう墓室は非常に硬い建材を用いて、細心の注意を払って建造された。

### 新王国時代
中王国時代のピラミッドでは、どんなに対策をしても盗掘を防ぐことができなかったため、18王朝の初期にはピラミッドは造られなくなった。代わりに、第18王朝第3代トトメス1世より新王国が終わるまで、墓は王家の谷に造営されるようになった。墓は地下深くまで掘った複数の回廊と部屋からなり、内部は壮麗な葬送文書を含む壁画で埋められた。代わりに、葬祭の場は墓より少し離れた場所に場所の関係で移された。トトメス3世葬祭殿などが好例である。しかしながら、結果的にKV62のツタンカーメン墓を除いてすべて盗掘されてしまい、王たちの死後の安住の地とはならなかった。

### 第3中間期以降
新王国時代以降はより費用のかからないよう、ナイル・デルタにある大規模な神殿複合体の中に作られた。例えば、第21, 22王朝の王の一部はタニスにあるアメン神殿の地下室に葬られ、埋葬所の真上にレンガ造りの葬送礼拝所を作らせている。他にも、第26王朝のサイス、第29王朝のメンデスでも同様に埋葬されたが、どれも破壊されてしまった。プトレマイオス朝の王家の墓はアレクサンドリアにあったと言われているが、現在もその詳しい場所は特定できていない。

## 文化

### 王名表
一部のファラオは自身の神殿(葬祭殿含む)に過去の王名を記した表を彫刻し、自身の王位の正当性を強調した。これらを王名表といい、パレルモ・ストーン、カルナック王名表、アビドス王名表などが有名である。また、トリノ王名表やサッカラ王名表のように、王族以外の人物によって記載されたものもある。

### 称号
ファラオは5種類の称号、ホルス名・ネブティ名・黄金のホルス名・即位名・誕生名を持っており、これらはまとめて五重称号と呼ばれる。しかし、初期王朝時代より5種類あったわけではなく、王権観の変化に伴い次第に増えていったのであり、5つすべてが同時に用いられるようになるのは中王国時代のことである。もっとも古くからある称号はホルス名であり、最も古いファラオの中にはホルス名でしか知られていない者もいる。

### 婚姻
古代エジプトでは庶民も複数の妻を持つことができ、ファラオも同様であったがその記録は少なく、スペンサー (2009)によると実例はトトメス3世、アメンホテプ3世、ラメセス2世、ラメセス3世など一部にとどまるという。

### 王位継承
古代エジプトでは、基本的に男性のみがファラオになることができた。この理由として、王は地上では太陽神ラーとしてふるまうが、その太陽(ラー)が男性名詞であるからだとスペンサー (2009)は推測している。この慣習は非常に強く、ハトシェプストなどのエジプトを実質的に支配した数少ない女王でさえ、女王ではなく王を名乗り、付けひげを付けるなどして男として振舞っている。なお、行政機関や神殿の聖職者の地位もすべて男性が独占した。
エジプトの王位継承権は時代ごとに認識の変化がみられるが、通例王の長男が保有していた。例えば、古王国時代には、フニ→スネフェル→クフ→ジェドエフラーなど、父から息子への王位継承が確認できる。しかし、シェプスエスカフ王が治世4年で死去し直系が断絶した後は、メンカウラーの王女であるケントカウエスに王位継承権が移り、ケントカウエスとジェドエフラーの孫であるウセルカフが王位に就いた。このように、王位継承権を持つ女性と婚姻することにより王位を主張する例は、古王国時代ではウナス王の娘、イプウト1世を娶り王位に就いたテティ、新王国時代では、前王アイの娘ムウトネジェメトを娶ったホルエムヘブにもみられる。

#### アメンの聖妻
女性がより王位継承に関わるようになるのは、新王国時代のことである。中王国時代以降、前述のようにアメン神は国家神として王に厚く崇敬された。アメン神の加護により、王は遠征を成功させることができたとされたのである。ヒクソスを駆逐し、統一を果たした第18王朝王家にとって、自身の王位の正当性を強調することは非常に重要であった。ここで、王妃と王に姿を変えたアメン神との子を次の王とすることで、アメン神の血を受けつぎ王は神性を持つとされた。なお、第5王朝に同様の論理が展開されている(ただし神は太陽神ラー)。
このとき、王妃は「アメンの聖妻」と呼ばれ、神の血統の純粋性を保つためには、正妃は嫡出の王女、すなわち王は同じ正妃より生まれた姉妹と婚姻することが理想とされた。もし正妃より男子が生まれなかった場合は、庶出の男子が嫡出の女子と婚姻することにより王位を継承した。
しかしながら、男性優位が揺らいでいるわけではなく、女性であるハトシェプストが即位する時には、自身の「アメンの愛娘」という神聖な血統を証明するため、神殿の壁に自身がアメン神の子であることを示すレリーフを彫らせるなどの努力をしている。それでも、後世の王名表(例えばアビドス王名表)には王として記録されていないことや、王家専用のネクロポリスである王家の谷に葬られていないことなど、男性のみがファラオを名乗ることができる事実は変わりなく存在していた。

## 後世
この節では、古代エジプトの時代の後、すなわち紀元後のファラオを取り上げる。

### 聖書中のファラオ
古代エジプトの時代と『旧約聖書』の時代は重なる部分があるため、ファラオは『旧約聖書』中の『出エジプト記』において100か所以上の言及が確認できる。また、『新約聖書』においても5か所の言及がある。『聖書』全体では約10名のファラオへの言及がある。
聖書においてはファラオは民を虐げる圧政者、ユダヤの神に従わない者として描かれている。

### ムスリムのファラオ観
アラビア語でファラオは、おそらくシリア語かアムハラ語からの借用語と推定される「フィルアウン」（fir‘awn, 複数形は far‘īna）という。この「フィルアウン」には、端的に言って、「無慈悲な暴君」の意味合いがある。イスラーム教の聖典『クルアーン』において「フィルアウン」の語は全部で74回出現するが、特に2章47節から52節あたりには、『出エジプト記』においてモーセやイスラエル人に迫害を加えるファラオと同一視される、男児の殺害を命じるファラオ、海の底に沈むファラオについての描写がある。10章90節から92節あたりには、同じく海の底に沈むファラオが改心の言葉を口にするも神に拒絶される描写がある。前近代のイスラーム教徒が持つ否定的なファラオ観は、クルアーンに依拠するところが大きい。
一方で、クルアーンの注釈書や、タバリー、マスウーディーなどイスラーム教徒の古典的な著作には、ファラオに関して、クルアーンにもヘブライ語聖書にも根拠を見いだせない情報が見出せる。たとえば、タフスィール書（クルアーンの注釈書）では、ファラオはアマレク人であると解説されており、タバリーはモーセを迫害したファラオがイラン系のイスタフル出身の王であると記し、マスウーディーはアブラハムやヨセフの物語に登場するファラオの具体的な名前を記す。イスラーム世界では、ユダヤ教の伝説（アッガダ）を基礎に、イスラーム教徒が7世紀以降支配下に入れたエジプトで言い伝えられていた伝説を取り込んで、独自のファラオ観が、歴史的に形成されていったと推定されている。
モーセ伝説におけるファラオは、海の底に沈む間際、信仰を告白しようとするが大天使ガブリエルが泥をその口に突っ込み、阻止したとされる。歴史的には、このように神に拒絶されるほどの無慈悲さとはどのようなものかをめぐって、神学上の議論があり、例えばムァタズィラ派がファラオに関心を持った。また、死を目前にしての改心というファラオ説話に内在する神意については、ハッラージュらスーフィーたちも彼ら独特の思考様式で瞑想した。スーフィズムではファラオを傲慢・貪欲・無反省の典型と考えることが多い。
19世紀にエジプト学が発展し、古代エジプト文明に関する知識が増大すると、伝統とは異なるファラオ観も現れた。現代のエジプト人は古代エジプト人の直系の子孫であるという立場に立ち、古代エジプトが担っていた世界に対する指導的役割や卓越した地位を取り戻そうとする「ファラオ主義」が、教育を受けたエジプトの一部のエリートの間で主張された。

### 現代
イギリスからの独立(エジプト共和国建国)以降では、「ファラオ」という語には、エジプトの歴史的な支配者という意義の他に、専制的な国王や酷使者、暴君なども表すことがある。例えば、ムバラク大統領は、批判的に「ファラオ」と呼ばれた。しかしながら、サッカーエジプト代表チームは、「ファラオズ」という愛称を持っており、肯定的に使用される用例もある。